# Plainberg
Der Plainberg ist ein 549 m ü. A. hoher, größtenteils im Gemeindegebiet von Bergheim nördlich der österreichischen Stadt Salzburg gelegener Berg. Er ist Teil der den Alpen im Norden vorgelagerten Flyschzone  und war vermutlich schon in urgeschichtlicher Zeit besiedelt. Besondere Bedeutung erlangte dieser Hausberg von Salzburg durch die auf seinem Gebiet befindliche Wallfahrtskirche Maria Plain, die als bedeutendster Wallfahrtsort des Landes Salzburg gilt. Der Berg dient auch als Naherholungsraum und Ausflugsziel für die Bevölkerung der näheren Umgebung. Fast das gesamte Bergareal ist Landschaftsschutzgebiet.

## Namensgebung
Der Name Plain geht auf das Latein des Mittelalters zurück. Das Wort plaga (Abhang, Feld, Fläche) lautete in der Verkleinerungsform plagina (kleiner Abhang), woraus sich unter Wegfall des g und des a am Wortende die Form plain entwickelte. Der Bergname bezeichnet also ein abschüssiges Gelände. Als Motiv für die Namensgebung ist die weit ausladende, im Westen weitgehend baumlose Südseite des Bergs anzusehen. Die ältesten urkundlichen Belege des Namens stammen mit Play von 1285 und in der Form Play(e)n aus der Zeit um 1415.
Die Feststellung, dass der Name des Plainbergs von der Burg Plain und dem dortigen Grafengeschlecht der Plainer in Großgmain südwestlich von Salzburg herrühre (so bereits Hübner 1792), trifft wohl nicht zu: Deren Herrschaft und das nachmalige Gericht Plain endete unmittelbar kurz vor dem Plainberg, der seit dem Mittelalter zum Gericht Radeck (später Neuhaus) gehörte. Gleichwohl gehen beide Plain-Namen auf dieselbe lateinische Wurzel zurück. Nicht in Zusammenhang mit plagina steht der Name der Gemeinde Plainfeld etwa 10 km östlich des Plainbergs.
Mit der Bedeutungskomponente Hang und mit der zunehmenden Unkenntnis der eigentlichen Bedeutung von plagina bzw. des daraus entstandenen plain wurde der Name immer mehr als reine Flurbezeichnung angesehen, sodass zur Verdeutlichung immer häufiger der Wortteil -berg hinzugefügt wurde. Die Zusammensetzung Plainberg ist erstmals aus dem Jahr 1803 bezeugt. Daneben verwendete man, fallweise bis heute, auch Plain allein als Name für den Berg; so zum Beispiel „Maria Trost auf dem Plain bey Salzburg“ (1753), „erzbischöfliche geistliche Räthe und Superiorn auf dem Plain“ (1848) und „entlang der 15 Bildstöcke und zweier Säulen nach Plain“ (1990).

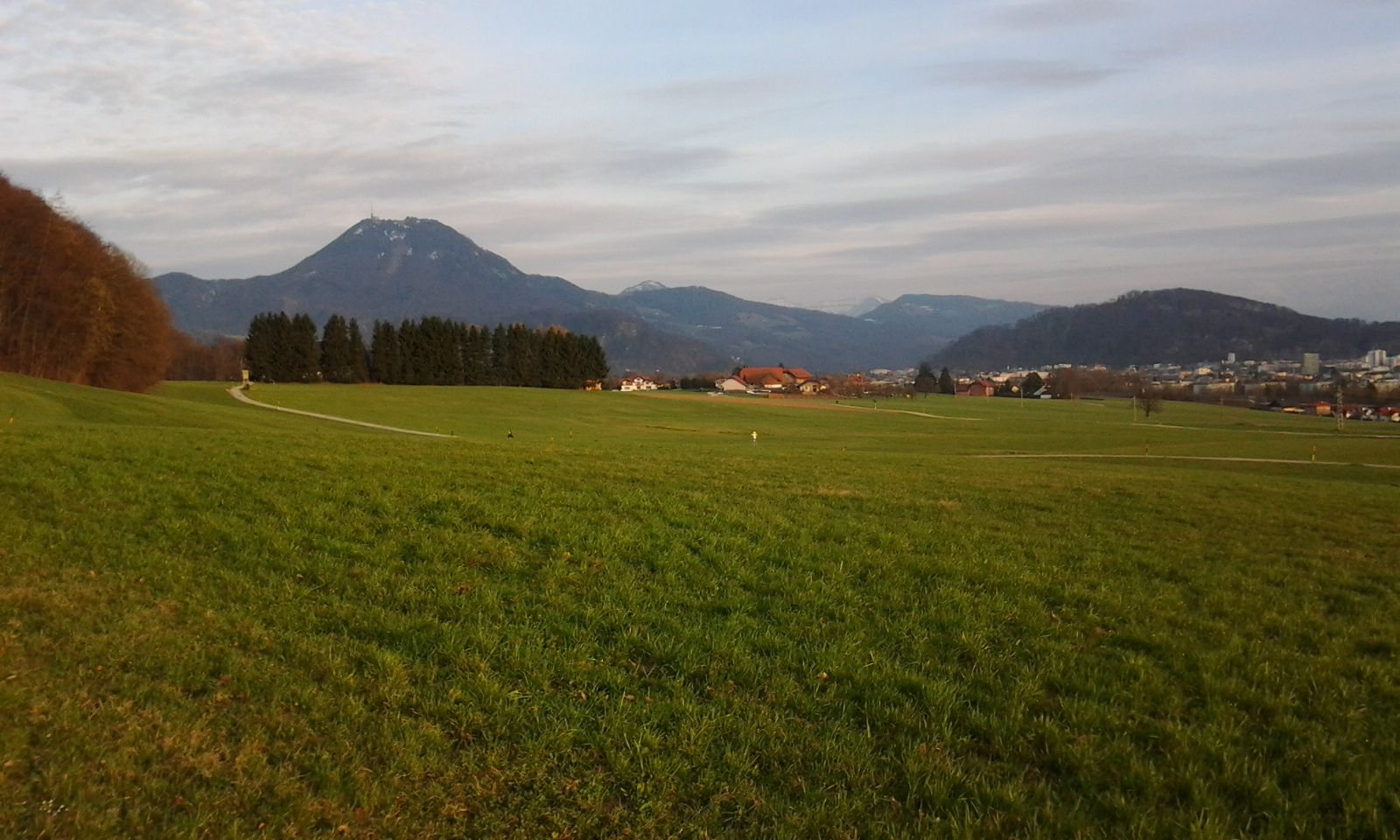
Wiesen auf dem Plainberg

Mit der alleinigen Verwendung von Plain wird deutlich, dass der Flurname auch zur Benennung des Plainbergs als Siedlungsregion verwendet wurde. Plain ist seit dem 19. Jahrhundert eine der fünf Ortschaften der politischen Gemeinde Bergheim, welche die Siedlungsgebiete auf dem Berg umfasst. Dadurch, dass Plain als Bezeichnung einer kleinen Region verstanden wird, erklären sich die für den Plainberg entstandenen Zugehörigkeitsbezeichnungen Plainerberg und Plainer Hügel. Namensvarianten mit Hügel wie Plainer Hügel und Plainhügel beruhen auf der vergleichsweise geringen Höhe des Bergs. Die Wiesen auf dem Plainberg wurden früher auch als Plainfelder bezeichnet („Die Prozession gieng  um die Plainfelder“, 1848).
Die Plainregion ist Namensgeber weiterer Objekte wie Maria Plain, Plainbach, Plainbrücke und Plainstraße. Letztere ist als nördliche Ausfallstraße von Salzburg als Plainer Weg zumindest schon im 18. Jahrhundert bezeugt.
Der Plainberg wird heute so sehr mit der dortigen Wallfahrtskirche Maria Plain in Verbindung gebracht, dass im Alltag gelegentlich auch fälschlicherweise angenommen wird, die Erhebung sei nach der Andachtsstätte benannt. Von einigen wird der Name Maria Plain – vermittelt über Auswanderer – auch als namensgebend für das US-amerikanische Dorf Plain (Sauk County, Bundesstaat Wisconsin) gehalten, was ebenfalls nicht zutrifft.

## Geografie

### Topografie

#### Lage und Ausdehnung

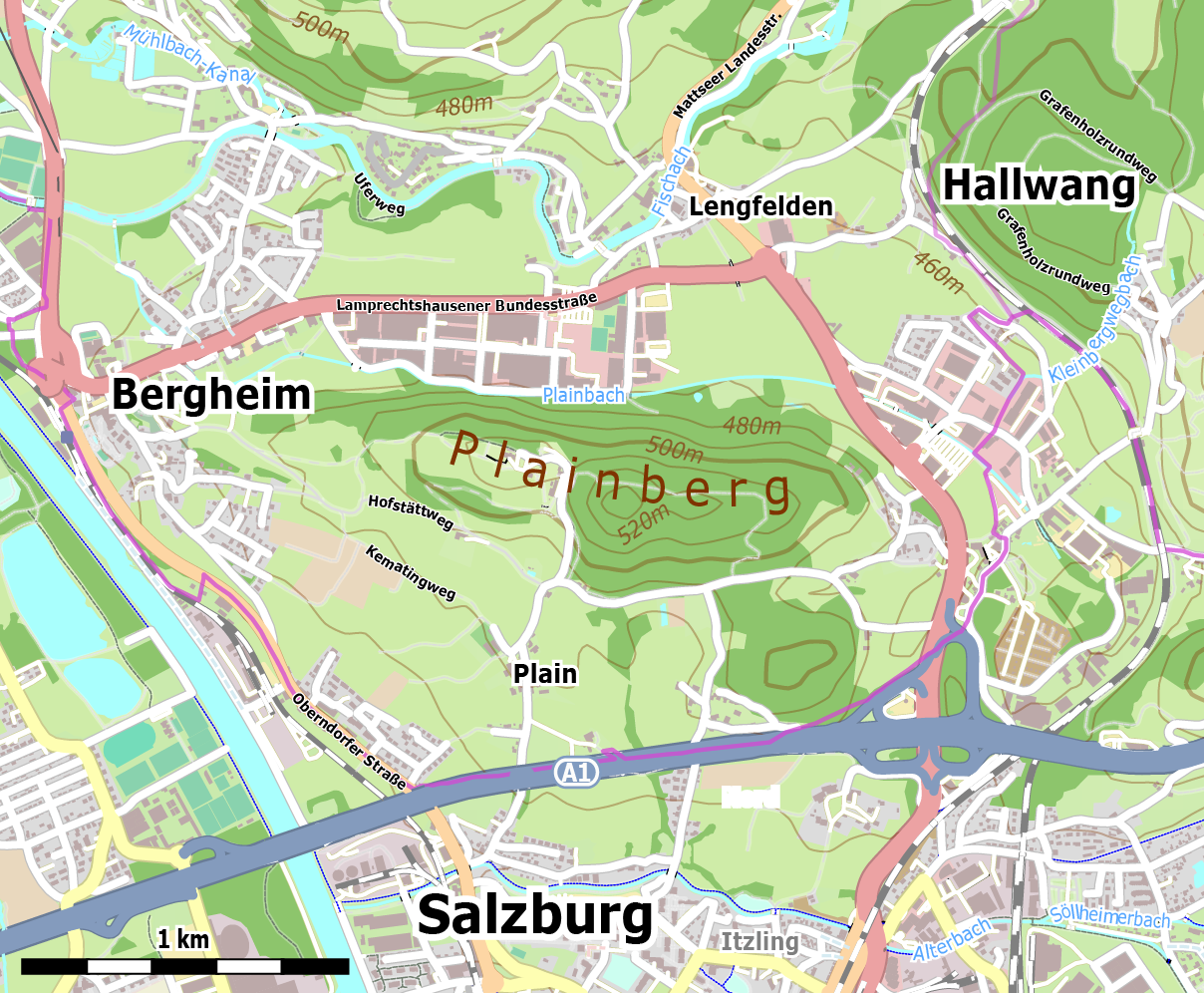
Übersichtskarte der Umgebung

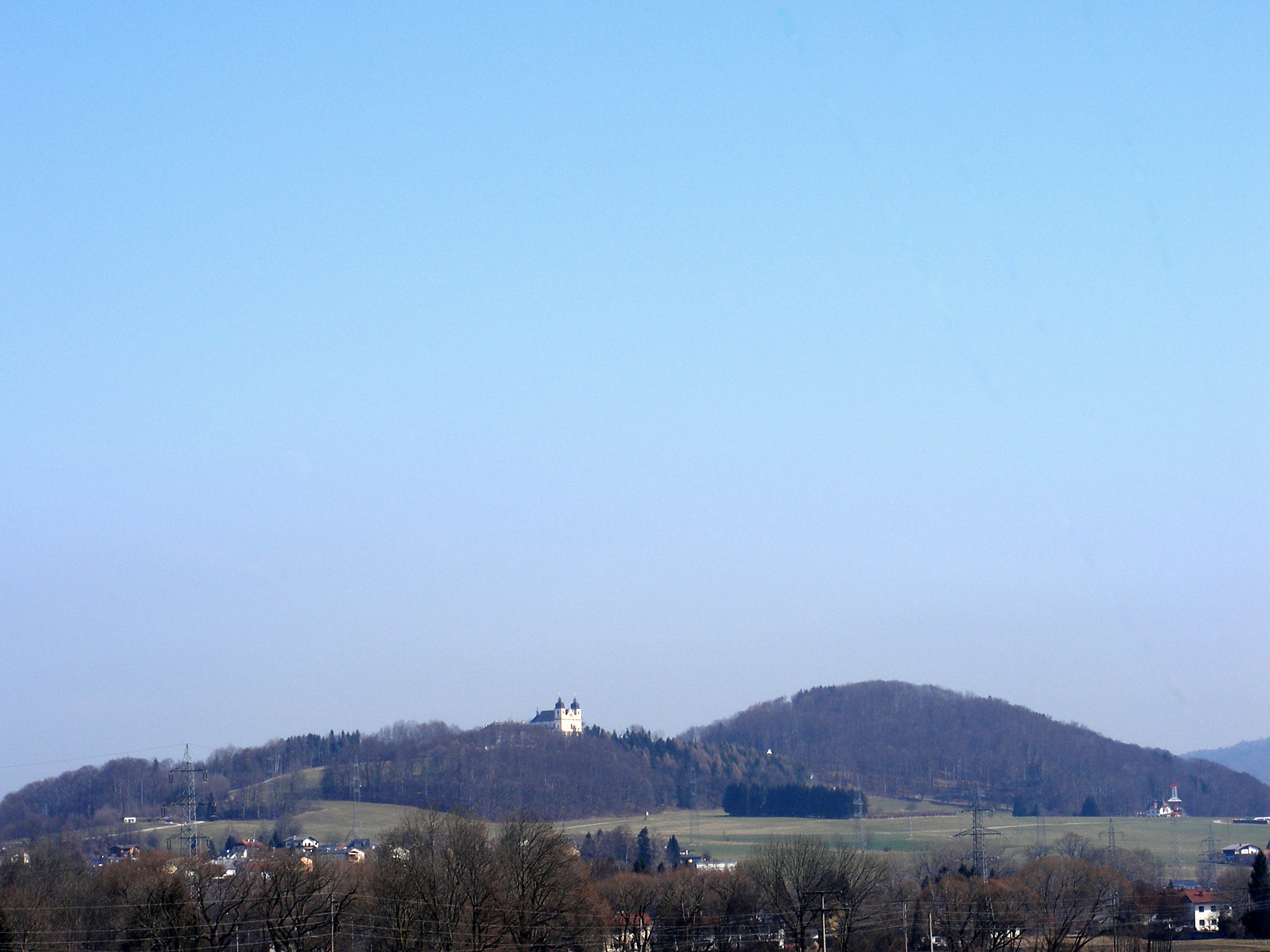
Der Plainberg von West-Südwesten, Ansicht vom Salzburger Stadtteil Liefering

Der Plainberg liegt im Übergangsgebiet zwischen den Nördlichen Kalkalpen und dem Alpenvorland und bildet einen Teil der nördlichen Begrenzung des Salzburger Beckens. Er erstreckt sich in west-östlicher Richtung entlang der nördlichen Stadtgrenze von Salzburg zu Bergheim, auf dessen Gemeindegebiet er sich fast zur Gänze befindet. Lediglich erste Erhöhungen im Süden liegen noch im Stadtgebiet von Salzburg. Die Länge des Plainbergs beträgt etwa 2,4 km, seine Nord-Süd-Ausdehnung rund 1 km unter Einbezug des Rauchenbichls, der im Südosten vorgelagerten Erhebung zwischen den Orten Gaglham und Radeck. Wird auch der unterste Teil des Bergs auf Salzburger Stadtgebiet nördlich des Alterbaches mitgerechnet, beträgt die Ausdehnung des Plainbergs in Nord-Süd-Richtung etwas mehr als 1,5 km. Gegen Norden fällt der Berg fast über seine gesamte Länge relativ steil ab, gegen Süden ist der Anstieg sanfter. Die höchste Erhebung beträgt 549 m ü. A. Die Höhe des Bergs gegenüber seiner Umgebung (Ortschaftspunkt Salzburg 424 m, Ortschaftspunkt Bergheim 435 m) ist mit lediglich rund 115–125 Metern relativ gering.
Die Gesamtfläche des Bergs beträgt etwas mehr als 2 km².

#### Siedlungstopografie

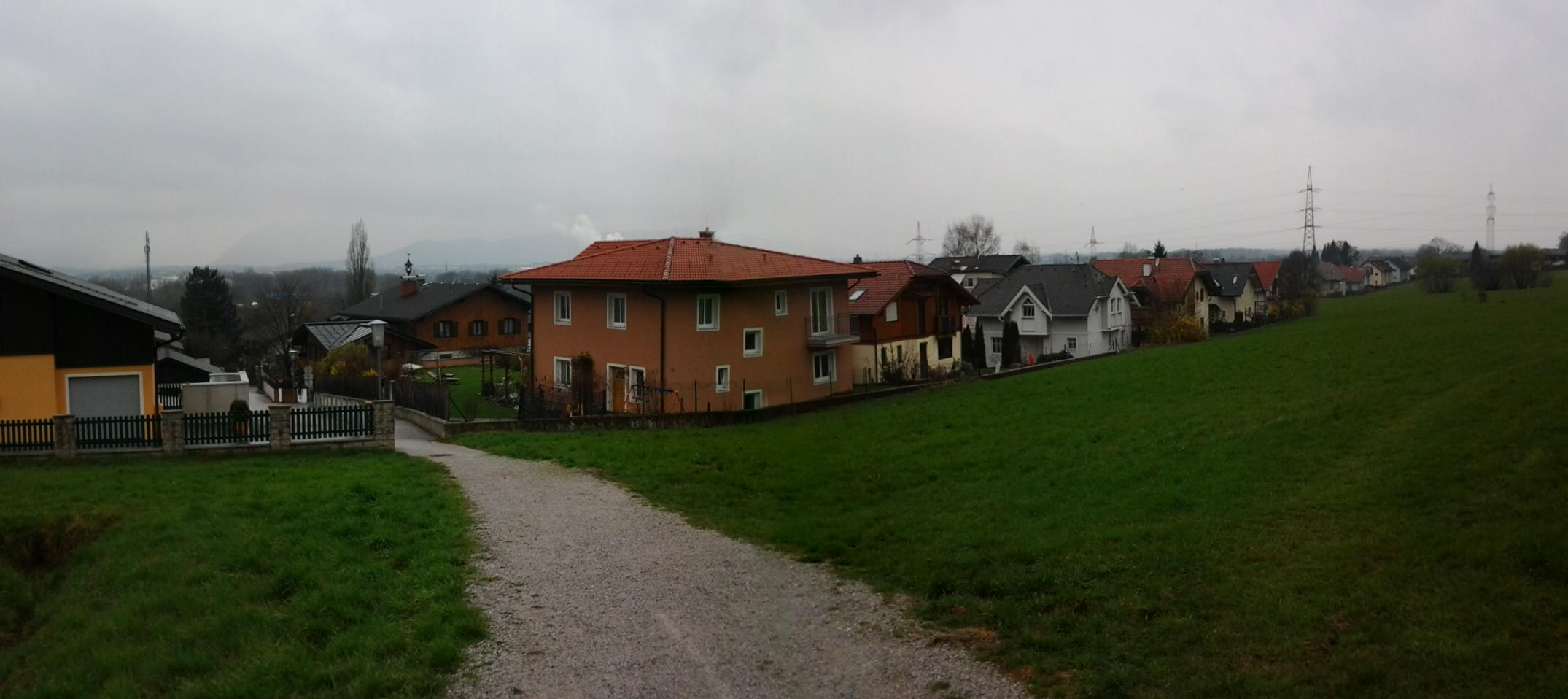
Hagenau
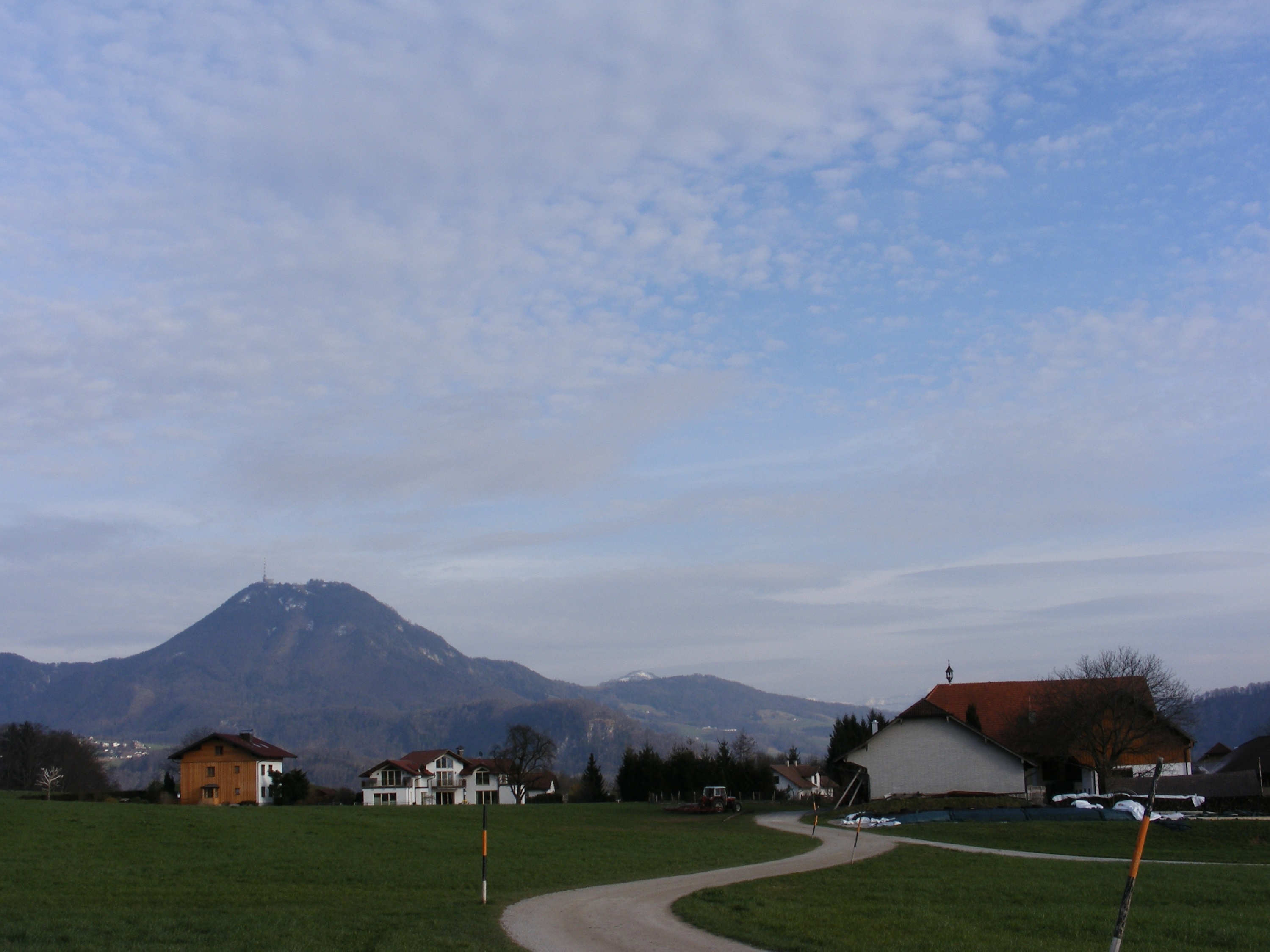
Kemating
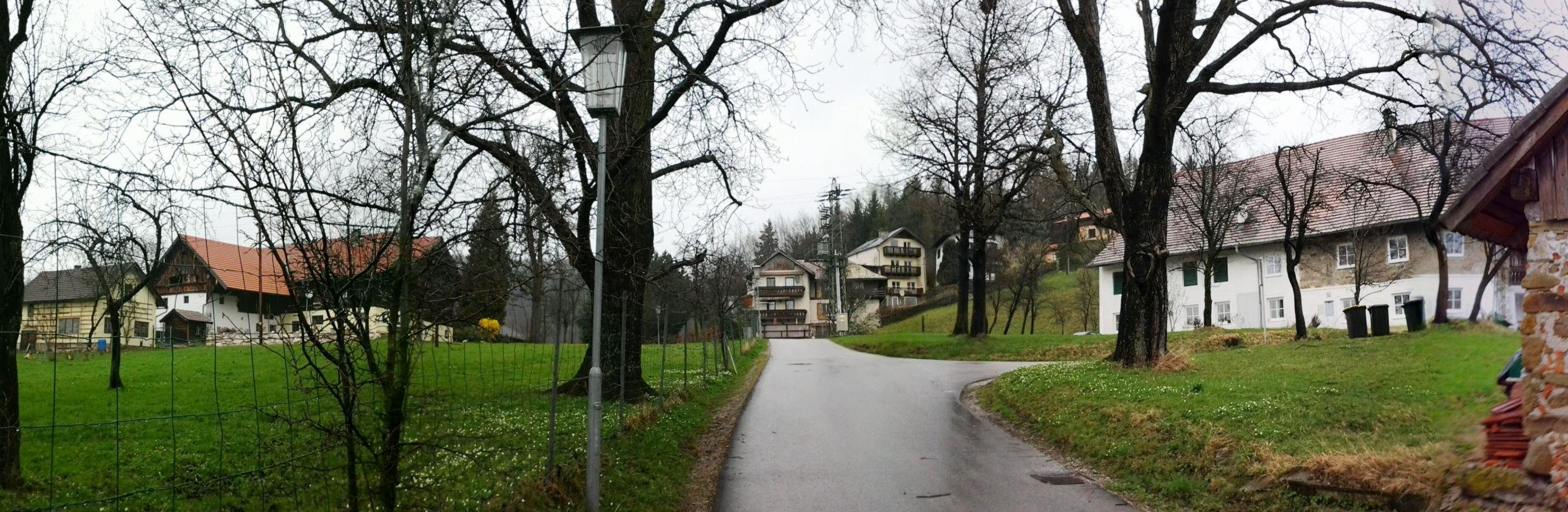
Gaglham
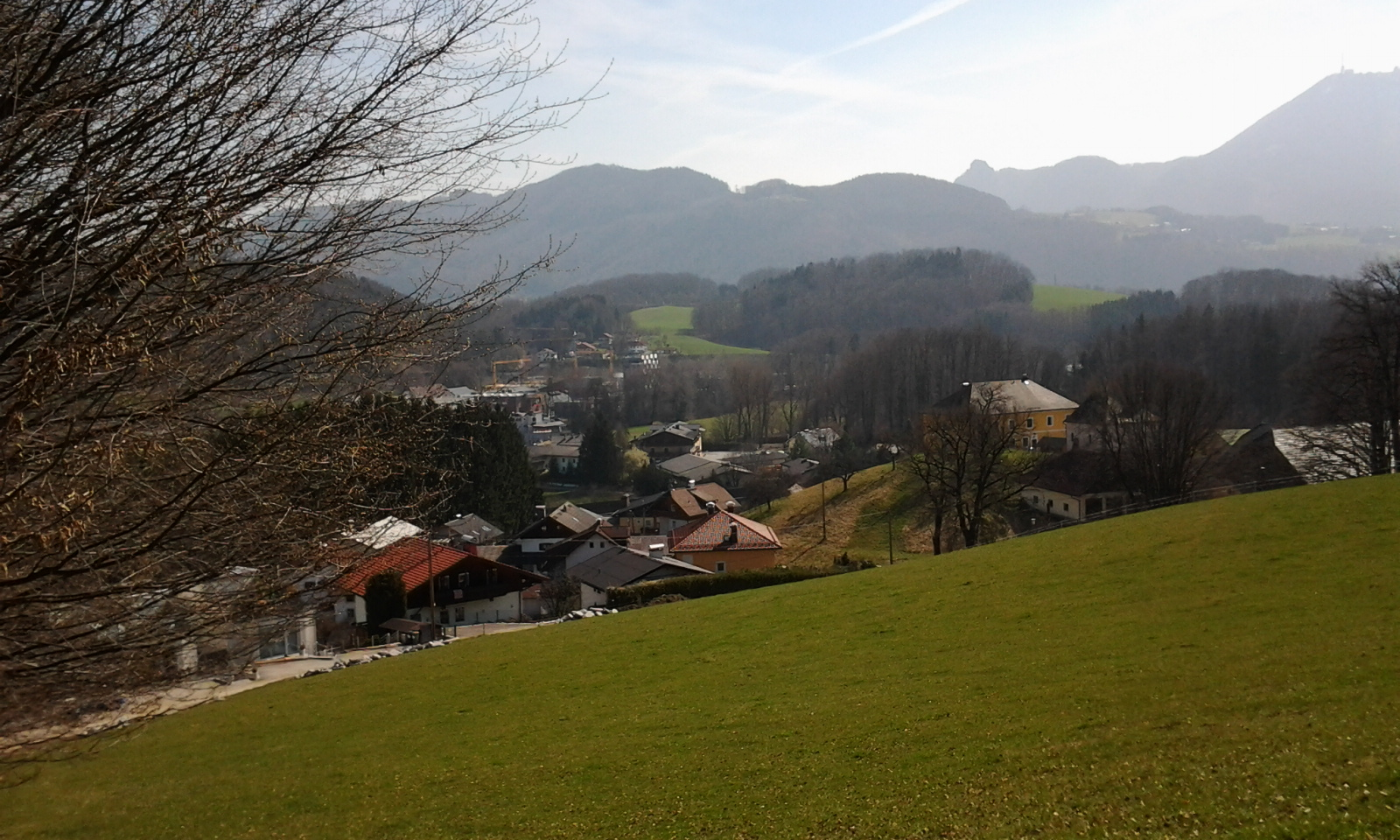
Radeck

Am Fuße des Plainbergs und auf dem Berg selbst liegen mehrere Siedlungsgebiete. Sie sind Ortsteile der politischen Gemeinde Bergheim und gehören zur Katastralgemeinde Bergheim I:
- Bergheim: Hauptort der Gemeinde mit dörflichem Charakter am Nordwest- und Westrand des Bergs
- Gaglham: auf der Südseite etwa mittig gelegene Ansiedlung mit teils ländlichem Charakter
- Hagenau: in erster Linie Wohngebiet mit dem Charakter einer Stadtrandsiedlung am südwestlichen Fuß; ein kleiner Teil des Siedlungsgebiets westlich der Bergheimer Landesstraße L118 gehört zum Gemeindegebiet der Stadt Salzburg und befindet sich in der Südhälfte des kleinen Stadtteils Itzling Nord.
- Kemating (auch: Plain-Kemating): auf dem Berg fast zentral gelegener Siedlungsraum mit teils Streusiedlungs-Charakter
- Maria Plain: Ensemble verschiedener religiöser Bauten mit Nebengebäuden und Gastronomiebetrieben auf der westlichen der beiden Anhöhen des Plainbergs (530 m)
- Radeck: in erster Linie Wohngebiet auf dem Osthang des Bergs

Daneben existiert auf der Westseite des Bergs die Einschicht Hofstätt. Der vom Plainberg etwas abgesetzte Rauchenbichl im Südosten ist zur Gänze bewaldet; dort befinden sich keine Wohnstätten. Das Areal ist seitens der Jagd als Rückzugsgebiet für Reh- und Niederwild vorgesehen und sollte von der Allgemeinheit nicht betreten werden.
Östlich bis nordöstlich des Plainbergs liegt das Siedlungs- und Gewerbegebiet Kasern, das überwiegend zur Stadtgemeinde Salzburg gehört (Stadtteil Kasern). Der kleinere Teil, zu dem auch die von Radeck durch eine Bundesstraße getrennte Lengfelden-Siedlung gehört, befindet sich in der Gemeinde Bergheim. Als Ortsteil von Bergheim hat Radeck zusammen mit dem Bergheimer Anteil von Kasern die Bezeichnung Radeck-Kasern. Hinsichtlich der Gliederung der Gemeinde Bergheim in Ortschaften liegt jedoch der Bergheimer Teil von Kasern ohne Lengfelden-Siedlung in der Ortschaft Lengfelden. Lengfelden-Siedlung gehört wie alle anderen Bergheimer Siedlungsgebiete auf dem Plainberg zur Ortschaft Plain, die auch den Namen Maria Plain trägt. Die Ortsteile Bergheim und Hagenau am Westfuß des Plainbergs gehören zur Ortschaft Bergheim.
Der kleine Salzburger Anteil des Plainbergs liegt im Stadtteil Itzling (Katastralgemeinde Bergheim II, zu der auch der Salzburger Teil von Kasern gehört). Die Stadt-Salzburger Siedlungen am Plainbergfuß sind: auf der westlichen Bergseite beim Anstieg nach Kemating die sogenannte Grabenbauernsiedlung, eine Siedlung mittig auf dem Weg nach Gaglham sowie eine im Osten unterhalb des Rauchenbichls. Dort befindet sich auch ein Campingplatz.
- Hagenau
- Kemating
- Gaglham
- Radeck

#### Gewässer

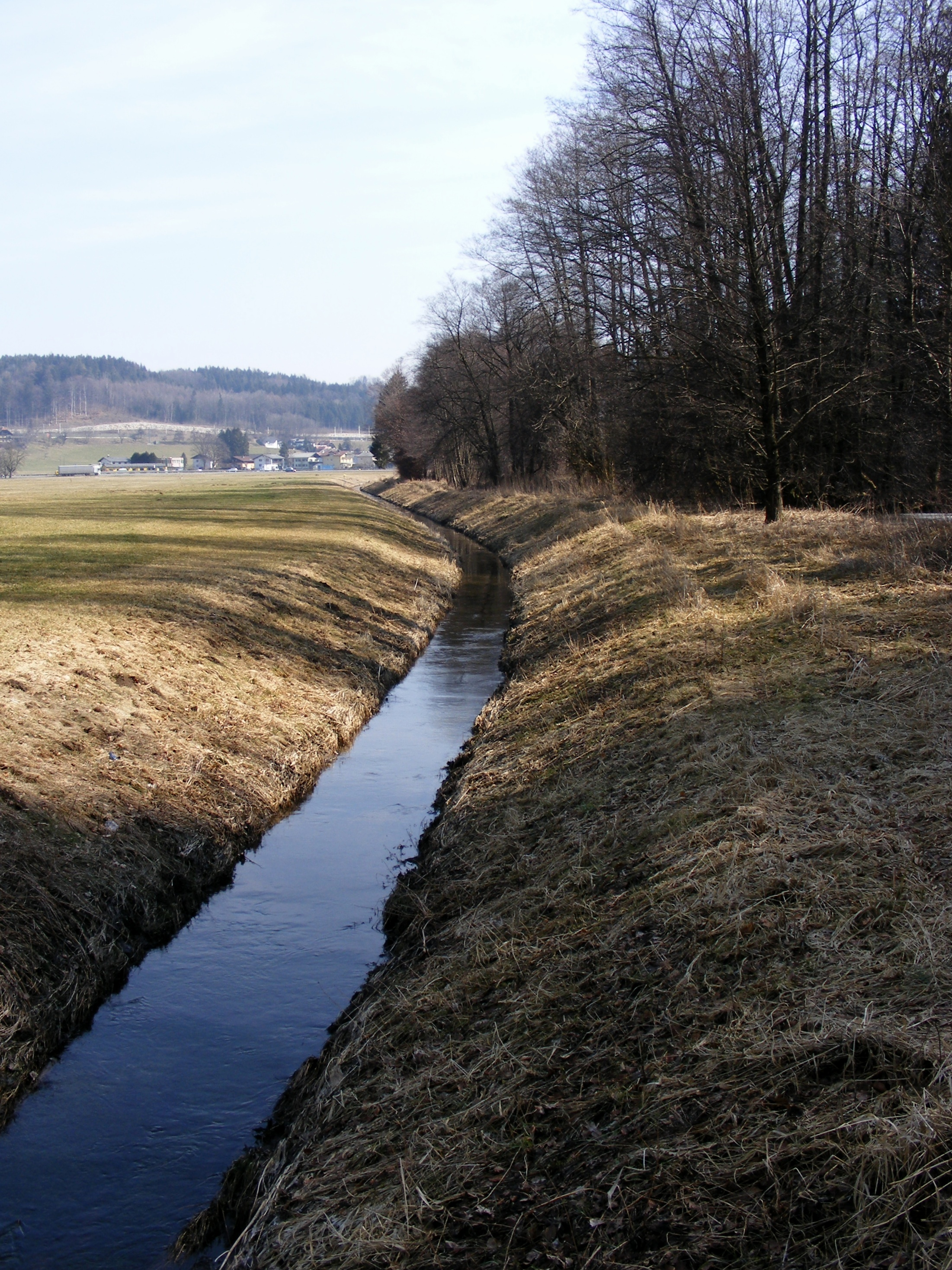
Der regulierte Plainbach am Nordfuß des Plainbergs

Am Fuße des Bergs parallel zur Nordkante fließt der insgesamt rund 4,3 km lange Plainbach. Dieser entspringt aus mehreren Quellen östlich von Kasern und verläuft in westliche Richtung, bevor er bei der Ortschaft Bergheim nach Norden biegt und westlich des Bergheimer Ortsteils Fischach in den gleichnamigen Bach fließt, der selbst nach etwa 1,4 Kilometern in die Salzach mündet. Als weiteres Fließgewässer entspringt ein Rinnsal nordöstlich der Wallfahrtskirche Maria Plain und fließt nach Norden, trocknet aber in der niederschlagsarmen Periode aus.
Als südliche Begrenzungslinie des Plainbergs gilt der Unterlauf des Alterbachs. Auf dem Südhang des Bergs fließt südlich der Ansiedlung Kemating und zum größten Teil auf Salzburger Gemeindegebiet ein rund 350 m langer Seitenarm des Alterbaches in südwestliche Richtung (amtliche bezeichnet als Alterbach Af). Auf der Westseite des Bergs durchquert von Hagenau in südwestliche Richtung den Salzburger Stadtteil Itzling Nord ein Bach, der die amtliche Bezeichnung Salzach Sa trägt und nach 330 Metern in die Salzach mündet.
Kleine Teiche mit wenigen hundert Quadratmetern gibt es rund 330 m südlich der Plainkirche, etwa 300 m nordwestlich von Gaglham und am Nordfuß des Bergs in der östlichen Hälfte. In Radeck, in Maria Plain und etwa auf halbem Weg zwischen der Wallfahrtskirche und Bergheim gibt es je ein Trinkwasserreservoir.

#### Bodennutzung
Hinsichtlich der Bodennutzung verteilt sich das Areal auf
- 37,6 % Laubwald,
- 55,1 % Grünland (mit teilweisem Baumbestand),
- 7,3 % bebautes Gebiet.

Waldungen befinden sich im Norden und Osten, die südlichen und südwestlichen Teile des Bergs sind waldfrei. Es handelt sich bei den Wäldern aus raumplanerischer Sicht nicht um Schutzwälder oder um vorwiegend forstwirtschaftliche Nutzungsgebiete, sondern sie haben in erster Linie Wohlfahrts- und Erholungsfunktion. Sie sollen der Reinigung des Wassers, dem Ausgleich des Wasserhaushalts, dem Klimaausgleich sowie als Erholungsraum für die Bevölkerung dienen.

### Klima
Auf dem Plainberg gibt es zur Erfassung des Salzburger Klimas keine Messstation; mehrere Messpunkte befinden sich aber innerhalb des Stadtgebiets auf unterschiedlichem Niveau über dem Boden sowie auf anderen Bergen, die das Salzburger Becken begrenzen. Exakte Daten können daher für den Plainberg nicht angegeben werden, sind aber anhand dieser anderen Messergebnisse nachzuvollziehen.
Die Wetterverhältnisse um den Plainberg entsprechen dem Klima der Stadt Salzburg und dem des Salzburger Beckens. Es ist gekennzeichnet durch relativ milde Winter und regenreiche Sommer. Als niederschlagsreichste Zeit gelten die Monate Juni bis August, die trockensten sind Dezember bis Februar. Die mittlere Niederschlagsmenge im Januar betrug in den Jahren 1961–1990 rund 60 mm, im Juli mit etwa 200 mm etwas mehr als das Dreifache. Die Messungen wurden am Flughafen Salzburg vorgenommen. Die Niederschläge auf dem etwas nördlicher davon liegenden Plainberg sind möglicherweise etwas geringer, da sich die Niederschlagsmengen insgesamt gegen Norden verringern. Eine geschlossene Schneedecke gibt es im Bergheimer Raum im Schnitt zwischen Neujahr und Mitte Februar. Extremwerte waren im letzten Jahrhundert 1913 mit nur 14 Tagen und 1971 mit 121 Tagen zu verzeichnen.
Im Salzburger Raum gibt es die für ein geografisches Becken typischen Inversionswetterlagen, bei denen ganzjährig in tieferen Schichten niedrigere Temperaturen vorliegen als in höheren Lagen. Dieser Effekt tritt im Salzburger Becken am deutlichsten bei einer Höhenlage von 200 bis 400 m über Grund auf, ist aber auch bereits bei einer Höhe des Plainbergs im Jahresmittel in knapp 30 % und speziell im Januar in rund 42 % aller gemessenen Fälle nachzuweisen. Das Ausmaß dieser Temperaturunterschiede beträgt in diesem Höhenbereich aber in den überwiegenden Fällen weniger als 1 °C. Am häufigsten und am ausgeprägtesten ist das Phänomen in den Monaten Oktober bis Februar anzutreffen. Ermittelt wurden diese Temperaturunterschiede unter anderem anhand von Daten, die auf dem Salzburger Rainberg in einer Höhe von 518 m. ü. NN, also etwa in Höhe des Plainbergs, in den Jahren 1987–1998 erhoben worden sind. In diesen Zeitraum ergaben sich hier folgende Monatsmittelwerte:
| Jan | Feb | Mär | Apr | Mai  | Jun  | Jul  | Aug  | Sep  | Okt | Nov | Dez |
| --- | --- | --- | --- | ---- | ---- | ---- | ---- | ---- | --- | --- | --- |
| 0,2 | 1,9 | 4,8 | 8,6 | 13,4 | 15,6 | 18,2 | 18,0 | 14,2 | 9,8 | 3,8 | 0,8 |

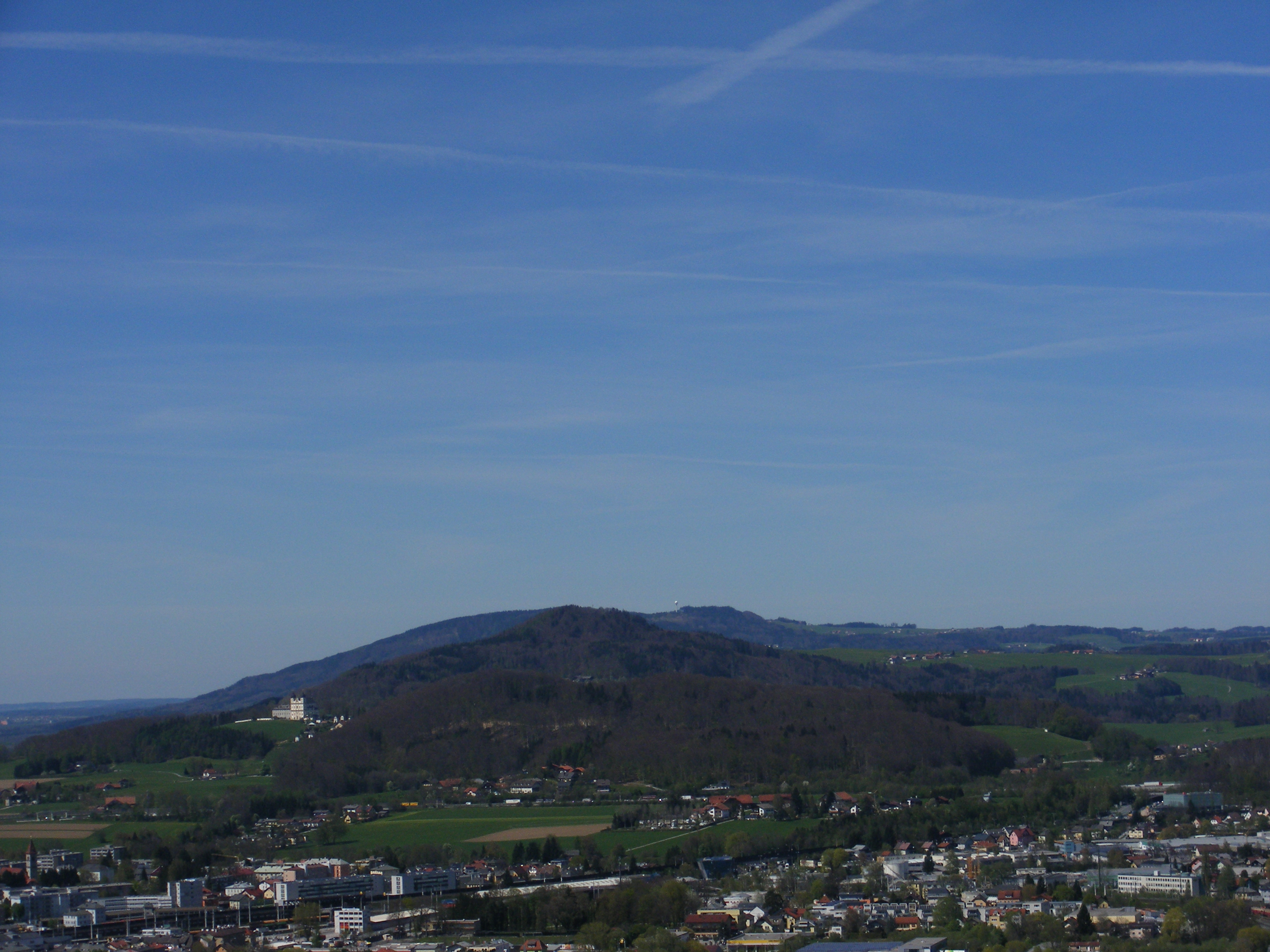
Die Berge nördlich von Salzburg vom Salzburger Kapuzinerberg aus gesehen: im Vordergrund Plainberg, dahinter Hochgitzen, im Hintergrund Haunsberg

Diese sind für den Plainberg aufgrund der fast gleichen Höhenlage sehr ähnlich anzunehmen. Abweichungen bis etwa 0,5 °C nach unten sind aber durch die größere Nähe des Rainbergs zu verbautem Gebiet zu vermuten. Denn die Lage in bewohnten Räumen bringt – wie Vergleichsmessungen mit anderen Stationen im Salzburger Raum ergaben – leicht höhere Messwerte etwa in diesem Ausmaß mit sich. Der Südhang des Plainbergs zählt zusammen mit demjenigen des Hochgitzens zu den wärmsten Stellen in der Gemeinde Bergheim.
Als Windrichtung in der Stadt Salzburg sind Strömungen in Nordwest-Südost-Richtung im Bodenbereich vorherrschend. Auch auf dem Plainberg muss diese Strömungsrichtung angenommen werden, da die für das Alpenvorland typische West-Ost-Strömung auf der geografischen Breite des Plainbergs erst in größeren Höhen und auf dem Boden erst einige Kilometer nördlich des Plainbergs auftritt. Der Plainberg bildet trotz seiner geringen Höhe eine Barriere. In den in seinem Windschatten gelegenen Räumen, namentlich im Nordosten des Salzburger Stadtteils Schallmoos und im Siedlungsraum Sam, findet ein deutlich geringerer Luftaustausch statt als in den meisten anderen Teilen Salzburgs.
Die relative Luftfeuchtigkeit unterliegt im Salzburger Raum in Bodennähe starken tageszeitlichen und geringeren jahreszeitlichen Schwankungen, wobei die Unterschiede innerhalb des verbauten Gebiets mit Werten zwischen 55 und 90 % größer sind als im Umland. Wesentlich ausgeglichener ist die Verteilung in höheren Lagen (Gaisberg, 1278 m, meist zwischen 75 und 80 %). Auf dem Rainberg schwanken die Monatsmittelwerte zwischen 69 % im Mai und 83 % im November. Die Messwerte für den 670 m hohen Kapuzinerberg im Zentrum von Salzburg liegen um 1–3 % über den Werten des Rainbergs. Für den am äußersten Stadtrand gelegenen Plainberg sind daher ebenfalls Werte anzunehmen, die sich in diesem Rahmen bewegen.

## Geologie
Der Plainberg
liegt in der rhenodanubischen Flyschzone und weist die für solche Erhebungen typischen gerundeten Bergrücken und Kuppen auf. Die Gesteinsmasse besteht aus Flysch, grau-grünlichen kalkigen Quarz- bis Ton-Mergel-Sandsteinen (Mürbsandstein), hierorts Anthering-Formation genannt. So gibt es beispielsweise auf dem Hügel von Radeck „Mergelkalke und Sandsteine, letztere mit muschelartigen Eindrücken, welche mit einer thonschieferartigen Masse erfüllt sind.“
Entstanden sind diese Gesteine in der Übergangszeit zwischen der Kreidezeit und dem Alttertiär vor rund 70–50 Millionen Jahren (mya) (Maastrichtium bis Ypresium, also im Paläozän bei der Wende von der obersten Oberkreide beziehungsweise zum untersten Eozän). Nördlich des Plainberg-Nußdorfer Hügel-Zugs befindet sich eine charakteristische Bruchlinie, die vom Muntiglberg (ebenfalls ein Flyschrest) über Heuberg/Petersberg Richtung Unterkoppl streift. Hier liegt bei Kasern ein Geologisches Fenster ultrahelvetischen, also dem Grundgebirge zugehörenden Buntmergels. Die Bruchlinie gehört zum Innsbruck-Salzburg-Amstetten-Störungssystem (ISAM), in dem Grundgebirge zwischen Kalkalpen und Flysch blattartig bis senkrechtstehend aufgeworfen ist und das in Salzburg etwa 10 km nordsüdversetzt ist.
Während der letzten Eiszeit (Würm-Kaltzeit, ca. vor 100.000 bis 25.000 Jahren) war der Berg unter der Eismasse des Salzachgletschers verborgen.
Am Hochgitzen–Haunsberg-Massiv teilten sich die Gletscherzungen nordwärts und nordostwärts (Wallerseelobus), gegen Ende der Eiszeit dürfte das Massiv als blanker Flysch-Nunatak aus der Eismasse geragt haben. Die nordwestlich anschließende Hochfläche der Salzburger Seenplatte ist als Endmoräne gänzlich von glazialem Schotter bedeckt. Danach bildete sich im Salzburger Becken ein umfangreicher Gletscherendsee, dem die Bäche von der Moräne südwestwärts zuflossen. Mit der Eintiefung der Salzach stellte auch die Fischach (vom Wallersee) den Plainberg–Nußdorf-Zug frei, der als Klippe vor dem Hochgitzen stehenblieb. Den Südfuß des Plainbergs bilden noch glaziale Niederterrassen, die die weitere Eintiefung durch Schernbach und Alterbach anzeigen. Nördlich liegt nacheiszeitliches Moorland (Reste sind im Tümpel in Kasern geschützt).
Die im 19. Jahrhundert im Westen bei Bergheim gewonnenen Steine wurden zu Bauzwecken verwendet; die lehmige Verwitterungsdecke wurde mit dem Abbau von Lehm auf der gegenüberliegenden Bergseite zur Ziegelgewinnung wirtschaftlich ausgebeutet. Die Vegetationsdecke bilden die für Flyschberge typischen Laubmischwälder und Grasflächen.

## Natur

### Vegetation

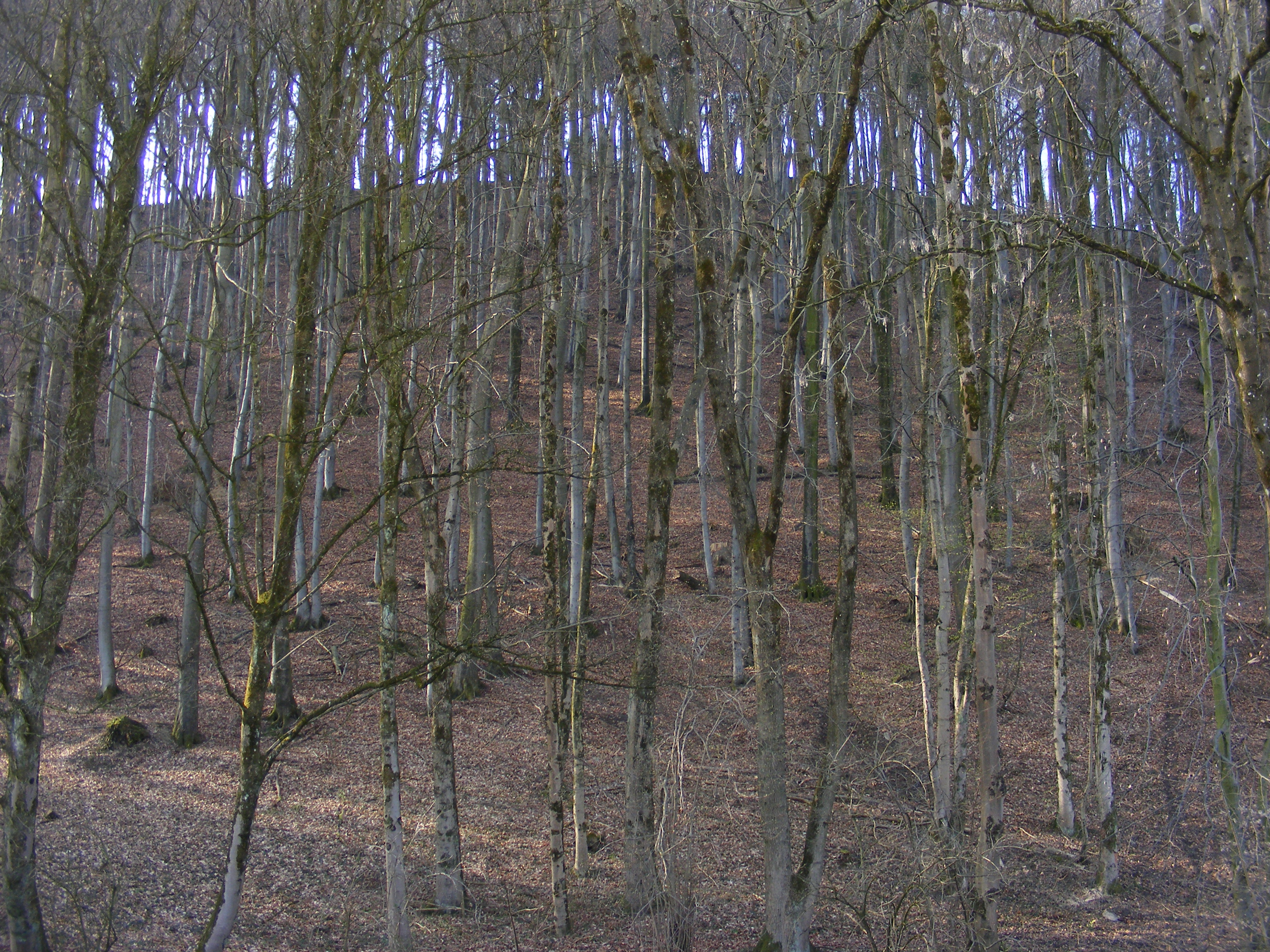
Baumbestand am Nordwesthang des Plainbergs

Ursprünglich bestand nach der letzten Eiszeit großteils eine durchgehende von Weideinseln aufgelockerte lichte Bewaldung vom Plainberg bis in das Auengebiet an der Salzach im Nordwesten, die im Norden des Berges wesentlich von Gewöhnlicher Esche, Bergahorn und Rotbuche gebildet wurde. Im Früh- und Hochmittelalter wurde ein großer Teil dieses Waldes gerodet und in Kulturland umgewandelt. Reste dieses Schattenwaldes finden sich noch nahe dem Bergheimer Friedhof sowie in den nördlichen unteren Hanglagen. In den oberen Hanglagen dominiert ein Buchenbestand. Der Nordabhang gilt als schönes Beispiel eines Schluchtwaldes. Zwischen Kemating und Maria Plain gibt es mit mehr als 20 verschiedenen Arten eine große Bandbreite an Gehölzen, wobei unter anderem als Wärme liebende Arten Feldahorn und unterhalb des Kalvarienbergs Schlehdorn auffallen. Am nördlichen Fuße des Bergs beim Handelszentrum Bergheim sowie oberhalb von Gaglham weisen Restbestände von Schwarzerlen auf frühere Moorkomplexe in dieser Gegend hin.
Ebenfalls oberhalb von Gaglham wächst als typische Buchenwaldart die auf dem Berg sonst nicht anzutreffende Zyklame; in den trockenen Magerwiesen beim Kalvarienberg gedeihen über 40 verschiedene krautige Pflanzen, unter anderem das seltene Weißveilchen (Albinoformen verschiedener Veilchenarten). Kleine Reste von Feuchtwiesen im Osten neben der dortigen Bundesstraße verweisen auf das frühere Moos von Radeck, das noch um 1900 Torf lieferte und später in Wiesen umgewandelt wurde. Dort sind unter anderem noch kleinräumig verschiedene Wollgras- und Seggen-Arten zu finden.

### Fauna
Im Raum Bergheim wird vielfach intensive Landwirtschaft betrieben, es gibt kaum noch extensiv bewirtschaftete Wiesenflächen. Deshalb ist die zoologische Vielfalt insgesamt sehr geschrumpft, da diese Bodenkultur für viele Tierarten keinen geeigneten Lebensraum bietet. Der Artenreichtum wird unter diesen Bedingungen voraussichtlich weiter abnehmen. Im Raum des Plainbergs gibt es einen Feuchtwiesenrest bei Radeck im Osten, der günstige Voraussetzungen als Lebensraum für etliche Tagfalter-Arten bietet, jedoch hauptsächlich für solche, die keine besonderen ökologischen Ansprüche stellen. Von den in Bergheim historisch 72 nachgewiesenen Arten, konnten ab den 1990er Jahren nur noch 30 gesichtet werden. Selten in dieser Region anzutreffende Vögel, die in Bergheim gesichtet wurden, sind beispielsweise der Graureiher, das Weißsternige Blaukehlchen und die Schafstelze, die allerdings ihre Nistplätze nicht auf dem Plainberg haben, sondern hier nur durchziehen, im Raum Siggerwiesen früher aber großteils beheimatet waren.

### Naturschutz

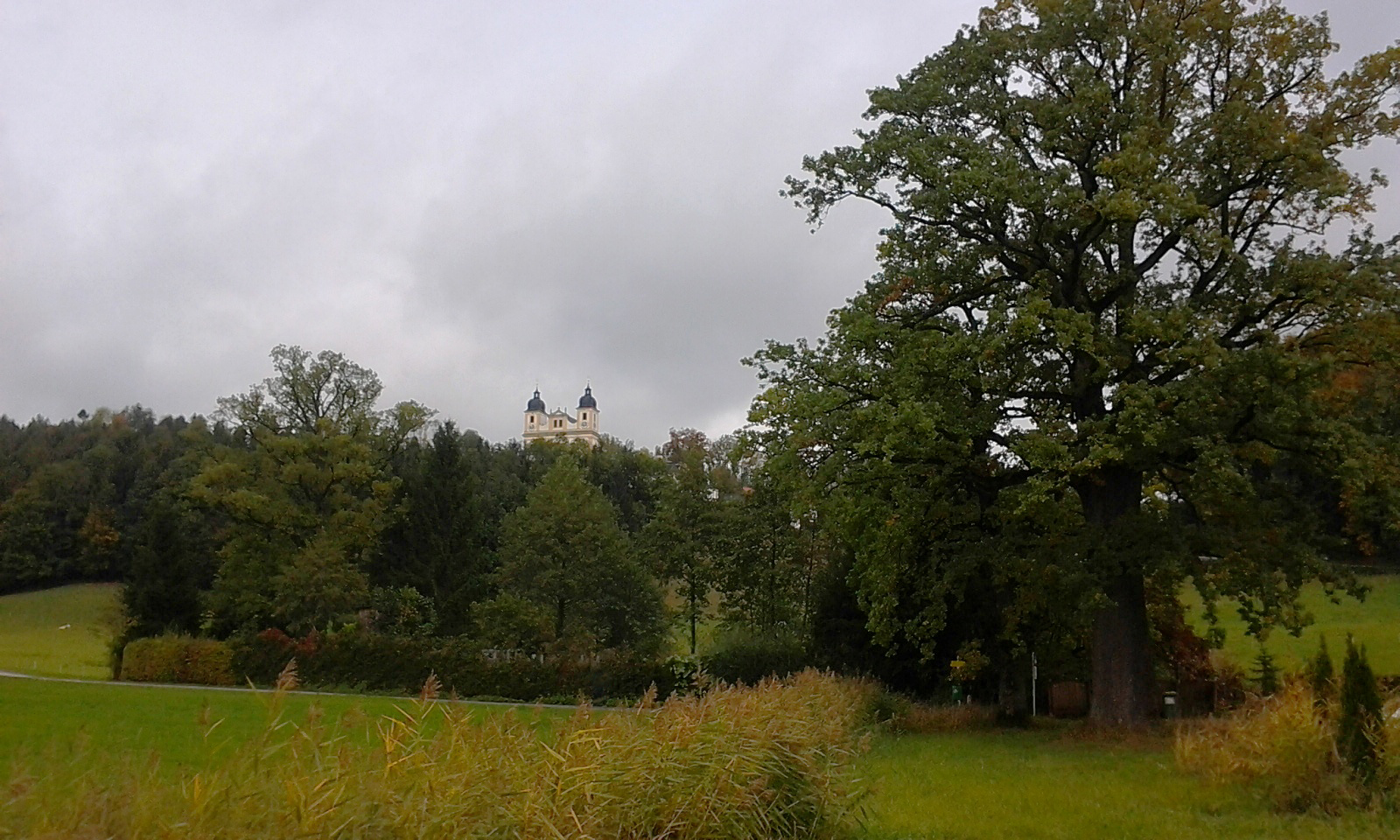
Die Baumgruppe in Maria Plain

Im Jahr 1976 wurde der größte Teil des Bergareals auf Bergheimer Gemeindegebiet mit der
Plainberg-Landschaftsschutzverordnung vom Land Salzburg zum Landschaftsschutzgebiet erklärt und 1981 kam der Salzburger Anteil hinzu (LSG 49). Davon entfallen 201,3 ha auf Bergheimer und 12,2 ha auf Salzburger Gebiet. Ein Bauverbot im Sinne der Raumordnung besteht zumindest seit 1939.
Ausgenommen davon sind die westlichsten Wiesenflächen gegen Hagenau. Der Zweck ist „die Erhaltung der landschaftlichen Schönheit inklusive des barocken Ensembles von Maria Plain sowie der Erhalt des Erlebnis- und Erholungswertes dieses Raums“.

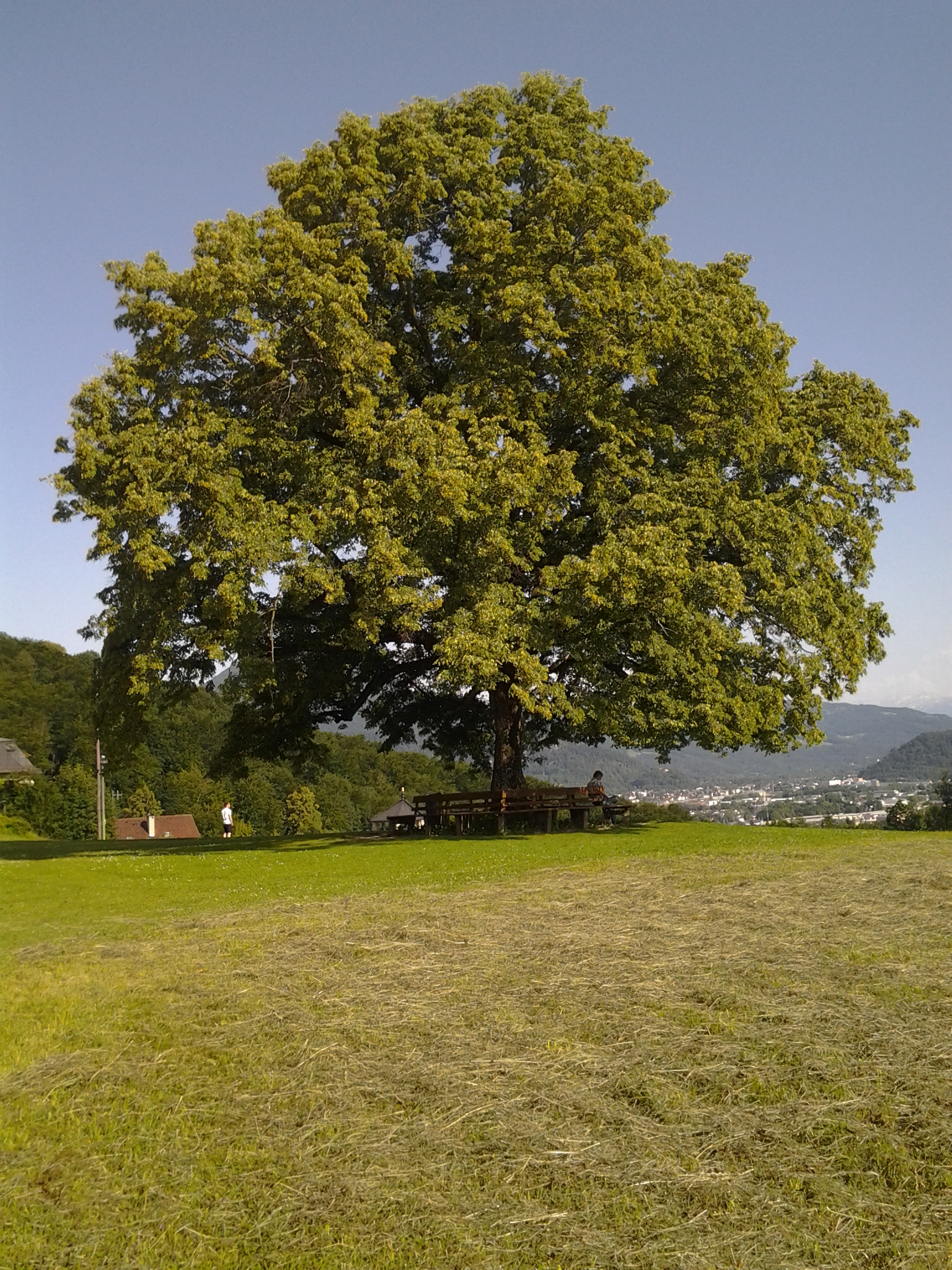
Die Linde bei der Plainkirche

Im Jahr 1978 wurde die Baumgruppe in Maria Plain und 1987 die Linde bei der Plainkirche zum Naturdenkmal erklärt. Die Baumgruppe in Maria Plain besteht aus zwei Linden und fünf Eichen sowie einem Bildstock und einem kleinen Teich. Als Schutzgrund wird die historische Bedeutsamkeit der Stelle angegeben. Dort kreuzen sich zwei alte Wege, wobei der von Salzburg nach Norden führende Pfad einer der wenigen noch heute erkennbaren historischen Wege aus der Stadt ist. Der Platz ist außerdem der Endpunkt des 1705 angelegten Wallfahrtswegs von Salzburg auf den Plainberg. Die Schutzwürdigkeit der Stelle wird überdies ästhetisch begründet.
Die Linde bei der Plainkirche ist eine 1910 gepflanzte Winterlinde, die eine früher dort stehende Linde ersetzte. Der Baum steht rund 50 m südwestlich der Basilika, ist etwa 15 m hoch und hat einen Kronendurchmesser von 13 bis 15 Metern. Als Gründe für die Schutzwürdigkeit werden der landschaftsprägende Charakter, der Erholungswert (die Stelle ist eine beliebte Raststätte) und der kulturgeschichtliche Wert angeführt.
Zusätzlich gibt es auf Salzburger Gebiet mit den Eichen am Gaglhamerweg eine 0,2 ha große Fläche, die 1987 zum geschützten Landschaftsteil der Stadt Salzburg erklärt wurde. Seit 1992 ist der nur 420 m² große Eichenbestand bei Hagenau nördlich dieser Siedlung als geschützter Landschaftsteil ausgewiesen.

## Geschichte

### Vorgeschichte und Antike
Die Gegend um Bergheim dürfte schon ab der Jungsteinzeit (rund 10.000 v. Chr.) von Menschen bewohnt gewesen sein. Auch auf dem Plainberg und in allernächster Umgebung wurden Funde zutage gebracht, die eine menschliche Besiedelung dieses Raums in vorgeschichtlicher Zeit belegen. In Kemating fand man 1893 einen aus dunklem Serpentin gefertigten Treibhammer aus der Jungsteinzeit (auf ca. 4000 v. Chr. datiert). Man vermutet, dass er bereits für Metallbearbeitung verwendet wurde. Ebenfalls in Kemating entdeckte man 1977 in angeliefertem Erdmaterial aus Lengfelden mehrere halsringförmige Kupferbarren, die aus der frühen Bronzezeit (2000–1800 v. Chr.) stammen. Auf der Ostseite des Plainbergs ist im Raum von Kasern eine Siedlung aus der Zeit um 2200–1600 v. Chr. nachgewiesen, und in der Nähe von Radeck wurde 1850 ein Bronzebeil mit mittelständigen Schäftungslappen aufgefunden. Unmittelbar nordöstlich des Plainbergs fand man überdies unweit des Plainbachs einen Bronzedolch, der drei Nietlöcher zur Befestigung eines Holzgriffs aufweist und aus der mittleren Bronzezeit (ca. 1500 v. Chr.) stammt. Auf der Westseite des Plainbergs wurden Mitte des 19. Jahrhunderts in dem damals bei Bergheim existierenden Steinbruch mehrere bronzezeitliche Gegenstände gefunden, die allerdings zum Großteil verloren gingen. Erhalten geblieben sind sechs bronzene Gewandnadeln mit scheiben- oder kugelförmigen Köpfen, die auf das 14. bis 13. Jahrhundert v. Chr. datiert werden. Des Weiteren entdeckte man 1855 mehrere Keramikbruchstücke und bronzene Armspangen. Die Spangen stammen vermutlich aus der Jüngeren Urnenfelderzeit (10.–9. Jahrhundert v. Chr.). Aus der nachfolgenden Eisenzeit gibt es im Raum Bergheim insgesamt weniger Funde. Aus der Älteren Eisenzeit (Hallstattzeit, 800–450 v. Chr.) stammt ein bei der Regulierung des Plainbaches nahe Kasern im Jahr 1948 gefundener kleiner bronzener Ohrlöffel. Am Südhang des Plainbergs ist bei Gaglham auf Höhe der heutigen Autobahntrasse eine Siedlung ebenfalls aus dieser Zeit nachgewiesen. Bei den Bauarbeiten zur Autobahn fand man dort 1939 Spuren zweier Holzbauten im Ausmaß von rund 5 × 10 Meter, die in Richtung Süden ausgerichtet waren.

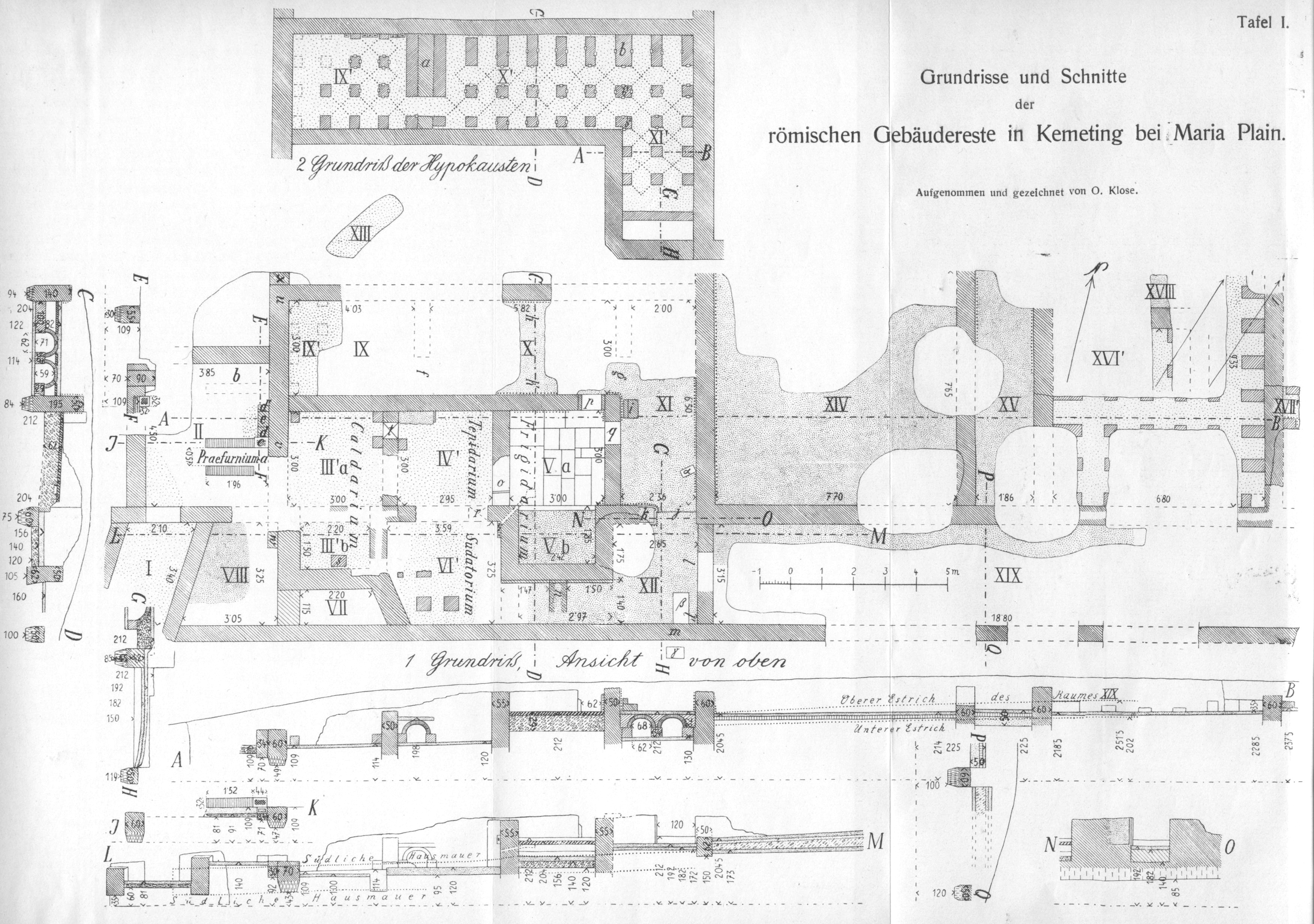
Plan der ausgegrabenen Grundmauern der römischen Villa des L. Vedius Optatus

An die spätere Zeit, als die Gegend zur römischen Provinz Noricum zählte, erinnert am Plainberg ein ausgegrabener Gutshof in Kemating. Für das rund 32 × 10 m große Gebäude ist als einer der Besitzer ein L. Vedius Optatus in der zweiten Hälfte des 3. Jahrhunderts nachgewiesen. Das Bauwerk bestand möglicherweise bis in das 4. Jahrhundert und hatte die Form einer Villa rustica (Landvilla). Es war jedoch größer als eine solche und verfügte neben den Wohnräumen mit Fußboden- und Wandheizung über ein Bad mit Kalt-, Lau- und Heißwasserbecken sowie über einen Raum mit Schwitzbecken. Zudem gab es eine offene Säulenhalle mit Ausblick in Richtung Süden gegen die Stadt Iuvavum, das heutige Salzburg. Als Baumaterial wurde in erster Linie örtlicher Flyschsandstein verwendet und in kleineren Mengen Kalktuff (möglicherweise aus einer Lagerstätte bei Plainfeld) sowie Adneter und Untersberger Marmor.
Das Bauwerk wurde 1907 auf zwei landwirtschaftlichen Grundstücken etwa 40 cm unter der Oberfläche gefunden und zu Dokumentationszwecken ausgegraben. Die Fundstätte ist nicht mehr freigelegt. Die gefundenen Gegenstände (Münzen sowie Gebrauchsgegenstände und Werkzeug vornehmlich aus Eisen) befinden sich – gleich wie die vorgeschichtlichen Fundstücke – im Salzburg Museum in Salzburg.
Im Raum Bergheim existieren archäologische Hinweise auf mehrere Grabstätten vorwiegend aus der Zeit der Spätantike und des Frühmittelalters, wovon sich jedoch keine auf dem Plainberg selbst befindet. Ein dem Berg nächstgelegener früherer Friedhof befindet sich im Ortszentrum von Bergheim.

### Mittelalter und Neuzeit
Aus der Zeit nach dem Zusammenbruch des Römischen Reiches und aus dem Frühmittelalter gibt es auf dem Plainberg keine archäologischen Anhaltspunkte für eine Besiedelung. Gleichwohl war die gesamte Region um Bergheim zwar dünner, aber weiterhin bewohnt. Als Beleg für eine Besiedelung des Plainbergs im Frühmittelalter gilt der Ortsname Gaglham, der vermutlich auf den althochdeutschen Personennamen Gagilo eines Bauern zurückgeht. -ham ist eine Form des Grundwortes -heim. Der älteste urkundliche Nachweis als Gakilheim stammt aus dem Jahr 991. Im selben Jahr ist auch der Ort Kemating erstmals belegt. Der Ortsname ist aus dem althochdeutschen Wort cheminata (Kemenate) gebildet, das als Fremdwort vom mittellateinischen caminata mit der Bedeutung mit einem Kamin versehenes (= beheizbares) Zimmer übernommen wurde. Die Ortsbezeichnung Kemating bedeutet im eigentlichen Wortsinn etwa bei denen, die im heizbaren Haus wohnen und weist damit ebenfalls auf die Besiedelung des Plainbergs hin. Sowohl bei Gaglham als auch bei Kemating handelte es sich also anfänglich um Einzelhöfe, die – so ist aus der Fluranalyse zu schließen – infolge von Erbschaftsverhältnissen aufgeteilt wurden. Der Ortsname Radeck verweist auf die dortige Landgewinnung. Die Bezeichnung steht möglicherweise im Zusammenhang mit dem Wort roden und belegt damit die im Mittelalter vielfach betriebene Art der Landgewinnung durch Rodung von Wäldern. Der Ortsname erscheint urkundlich erstmals um das Jahr 1225 als Radekke im Zusammenhang mit dem Bau der dortigen Burg. Die Rodungen dürften aber zumindest schon im 11. Jahrhundert im Zuge früherer Landgewinnungsmaßnahmen der Salzburger Erzbischöfe stattgefunden haben. Es soll jedoch schon 888 eine Frau namens Alheidis de Radecce genannt worden sein.

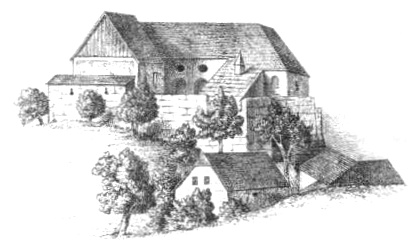
Ehemaliges Schloss Radeck (Zeichnung von 1879), Sitz der Herren von Radeck

Bereits im Mittelalter war der Plainberg Grenzgebiet zwischen Salzburg und Bergheim, und das Gebiet wurde bis ins 14. Jahrhundert zuerst von den Herren von Bergheim und später von denen von Radeck verwaltet, die als Ministeriale in den Diensten der Salzburger Erzbischöfe standen. Nach dem Niedergang der Radecker Herren um 1330 wurde die dortige, rund ein Jahrhundert zuvor errichtete Burg, zum Sitz eines Pfleggerichts der erzbischöflichen Verwaltung. Der Zuständigkeitsbereich umfasste etwa die heutigen Gemeinden Plainfeld, Koppl, Eugendorf, Hallwang, Elixhausen und Bergheim; der Plainberg befand sich im südwestlichen Teil des Gerichtsbezirks. Im Jahr 1508 wurde der Sitz der Gerichtsbarkeit auf der Burg Radeck aufgehoben. Das gesamte Bergheimer Gebiet und damit auch der Plainberg kam zum neu eingerichteten Pfleg- und Urbaramt Neuhaus mit Sitz auf Schloss Neuhaus in Gnigl, einem heutigen Salzburger Stadtteil.
Im Jahr 1568 erschien eine Landkarte, eine Bairische Landtafeln genannte Holzschnittkarte von Philipp Apian. Auf dieser dürfte das erste Mal der Ort Bergheim verzeichnet worden sein, Radeck ist als einziger Ort auf dem Plainberg als Burganlage zu sehen. Erst 1716 wurde auf der Karte des Odilo von Guetrather Plain als weitere Ortschaft des Plainbergs angeführt. Auf dieser in Nürnberg beim Kartenverleger Johann Baptist Homann erschienenen Karte ist auch das erste Mal der Weg zur Wallfahrtsbasilika eingezeichnet.
Die Bedeutung des Wallfahrtsortes Maria Plain
War der Plainberg zwar seit jeher hauptsächlich als landwirtschaftliche Nutzfläche für die Bauern von Bedeutung, um ihrer Entrichtung von Natural- und Geldabgaben an die Obrigkeit nachzukommen, so stieg der Bekanntheitsgrad des Bergs Mitte des 17. Jahrhunderts mit dem Aufstellen eines sagenträchtigen Gnadenbildes Maria Plain sprunghaft an. Diese Gegend am Plainberg war bereits lange Zeit zuvor religiös konnotiert, denn schon Mitte des 12. Jahrhunderts hatte man einen Bauernhof in Kemating einem Armenspital übergeben, und solche Einrichtungen wurden zu jener Zeit ausschließlich von der Kirche geführt. Die Stelle der Aufrichtung des Heiligenbildes auf dem Plainberg war mehr oder weniger vom ersten Augenblick an ein religiöser Anziehungspunkt.

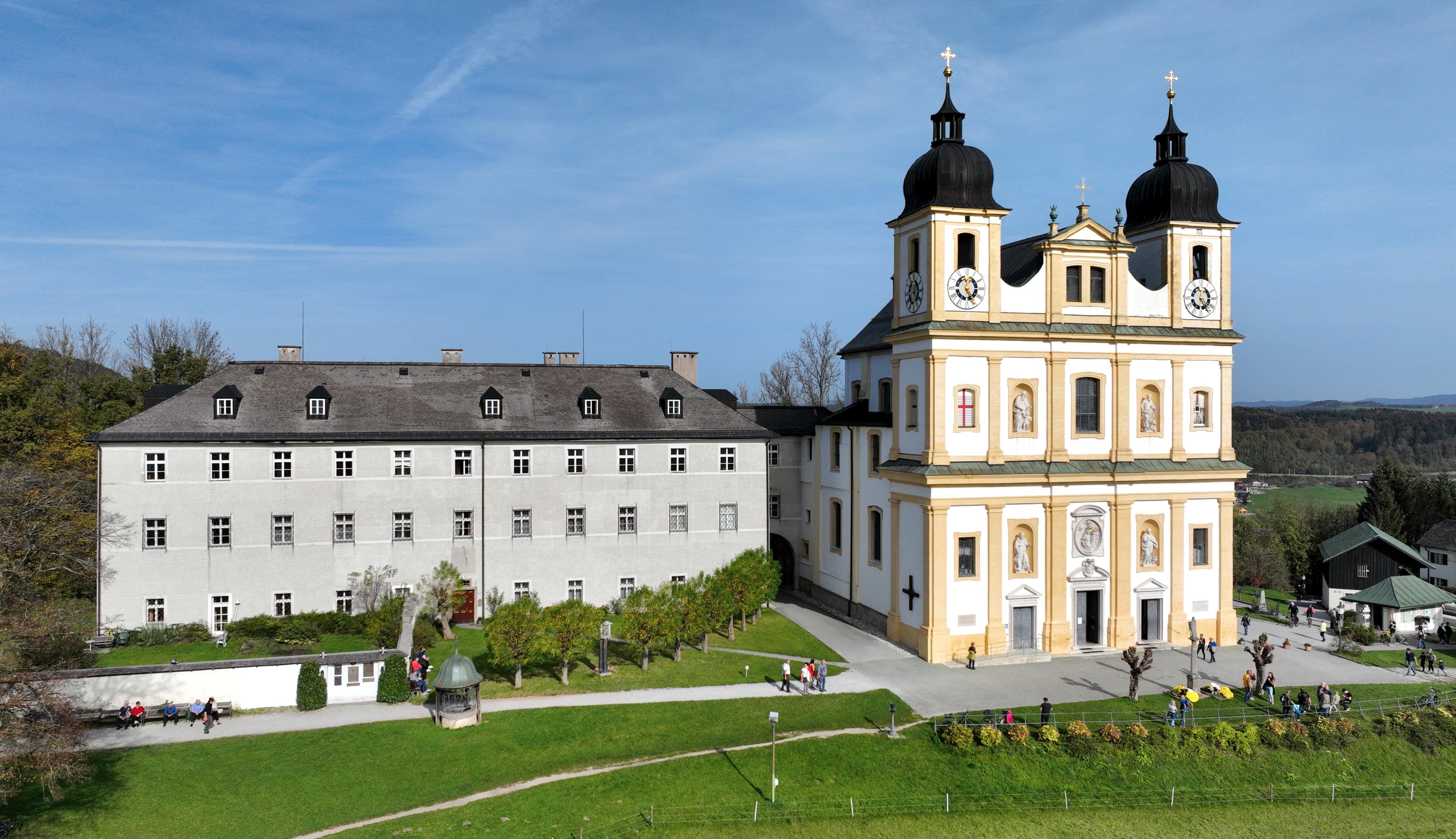
Wallfahrtskirche Maria Plain

Die Bekanntheit des Plainbergs wird seit der Einrichtung der Wallfahrtsstätte Maria Plain 1674 maßgeblich von dieser bestimmt. Schon kurz nach Fertigstellung der Wallfahrtskirche wird „Plainberg“ mit dem Gotteshaus gleichgesetzt, beispielsweise in einer 1709 erschienenen Lebensbeschreibung des Salzburger Erzbischofs Johann Ernst von Thun und Hohenstein: „Die […] opferte Er MARIÆ der Mutter GOTTES auf dem Plain-Berg zu Salzburg, MARIÆ Trost genannt.“ Dieser Umstand setzte sich in der Folge fort, ersichtlich etwa in der Beschreibung der nördlichen Umgebung von Salzburg von Lorenz Hübner aus dem Jahr 1792. Auch steht 1848 „Plain“ als Bezeichnung für den Berg stellvertretend für die Wallfahrtsstätte und 1937 findet sich sogar die Bezeichnung „Maria Plainberg“. Der Plainberg und Maria Plain sind bis heute gedanklich untrennbar.
Mit dem Aufstellen des Maria Plainer Gnadenbildes setzte ein unerwarteter Andrang von Wallfahrten ein. Allein von 1657 bis 1674, dem Weihejahr der neu errichteten Basilika, sollen an die 34.000 Messen gelesen worden sein. Damit verbunden war ein wirtschaftlicher Aufschwung der ganzen Umgebung, denn mit dem neuen Aufkommen an Pilgern entstand ein gesteigerter Bedarf an Bewirtung und Übernachtungsmöglichkeiten sowie die Möglichkeit des Verkaufs von Lebensmitteln und anderen Waren. In der Folge kam es zur Errichtung von mehreren Geschäften und Gasthäusern, die diese Bedürfnisse befriedigten. Im heutigen Salzburger Stadtteil Itzling entstanden mehrere Wirtshäuser und Herbergen und auch der Wirt im nördlichen Lengfelden verzeichnete Umsatzzuwächse.
Zu jener Zeit existierte keine allgemeine Mobilität wie heute; die Mehrheit der Bevölkerung war engräumig gebunden und sesshaft. Auf Fahrt waren lediglich Angehörige der Oberschicht, Kaufleute, Handwerksgesellen sowie – auf der untersten sozialen Ebene – das „fahrende Volk“, worunter Landstreicher, Vagabunden und Bettler zu verstehen waren. Daher sah man sich in Maria Plain nicht nur frommen Wallfahrern, sondern mit der letzteren Personengruppe auch unliebsamen Menschen gegenüber, was zu verschiedenen Protesten der ansässigen Bevölkerung führte.

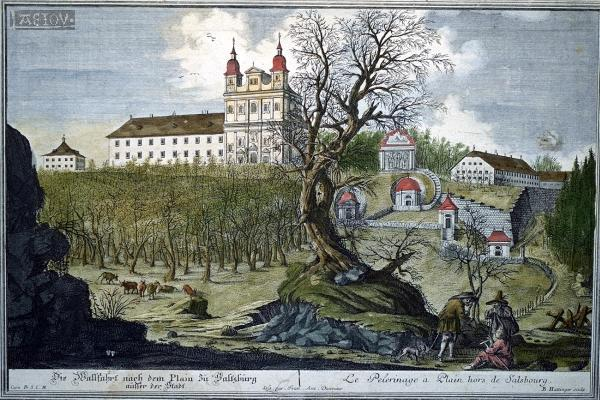
Franz Anton Danreiter: „Die Wallfahrt nach dem Plain in Salzburg außer der Stadt“ – Kolorierter Kupferstich (um 1750); im Vordergrund Bettler und Vagabunden

Denn in den Jahrhunderten der Neuzeit war es üblich, dass im Umfeld von Kirchen, besonders auch bei Wallfahrtsstätten, Bettler und Vaganten um Almosen baten. Diese Gepflogenheit rührte vom Gedanken der christlichen Caritas, der Nächstenliebe, her. Hier konnten die Menschen durch Spenden, die ursprünglich in erster Linie aus Brot bestanden hatten, im Alltag Barmherzigkeit üben. Geldspenden kamen erst gegen Ende des 18. Jahrhunderts auf. Im Gegenzug wurde von den Bettlern mit Gebeten für die Wohltäter gedankt, die sich im Laufe der Zeit zu einem rituellen „Vergelt’s Gott“ verkürzten.
Etliche Jahre nach Errichtung der Wallfahrtskirche Maria Plain, spätestens aber 1687 wurde die Einrichtung des „Plainbettels“ geschaffen. Dabei wurde seitens der Benediktiner von Maria Plain, denen die dortige Seelsorge oblag, sowie des zuständigen weltlichen Pfleggerichts Neuhaus zwölf Armen das Privileg erteilt, vor der Kirche die Wallfahrer anzubetteln. Diese Auserwählten gehörten jener sozialen Untergruppe von Bettlern an, die man hinsichtlich ihrer benachteiligten Lebenssituation für unschuldig hielt und die von den unliebsamen, „faulen“ Bettlern unterschieden wurden. Mit der Erlaubnis zu betteln verbunden war auch die Möglichkeit einer kostenfreien Unterkunft. Die Spenden an die Bettler hatten in Form von Brot zu bestehen, das in den anliegenden Läden erworben werden konnte. Die gespendeten Backwaren wurden für die Plainbettler tagsüber gesammelt und erst am Abend verteilt. Überschüssiges Gebäck konnte an die Bäcker mit vermindertem Wert zurückverkauft werden, sodass damit zum einen die Bettler Geld erwerben konnten und zum anderen dies für die Händler ein einträgliches Geschäft bedeutete. Den privilegierten Plainbettlern war aber als Gegenleistung die Aufgabe zuteil, anderen, besonders den oft von weither zugereisten Bettlern und Vagabunden das Betteln zu untersagen. Unterstützt und dazu angehalten wurden sie von einem vom Pfleggericht bestellten Gerichtsdiener. Ab 1793 besaßen dieses Bettelprivileg möglicherweise nur noch zehn Personen.
Mit der im 18. Jahrhundert verstärkt wahrgenommenen Erkenntnis, dass Armut nicht gottgegeben sei, sondern gezielt gegen Armut in der Gesellschaft vorgegangen werden könne, änderte sich auch z. T. die Einstellung gegenüber Bettlern. Verschiedentlich wurde einerseits die Ansicht vertreten, dass zum einen Arme auch selbst für ihren Zustand verantwortlich seien, anderseits, dass der Staat die Aufgabe der Armenfürsorge und Armutsbekämpfung übernehmen solle. Vor diesem Hintergrund wurde der Plainbettel 1804 abgeschafft, was von offiziellen Stellen begrüßt wurde, aber bei den anliegenden Kaufleuten erklärlicherweise auf Missfallen stieß.

### 19. Jahrhundert und Erste Republik

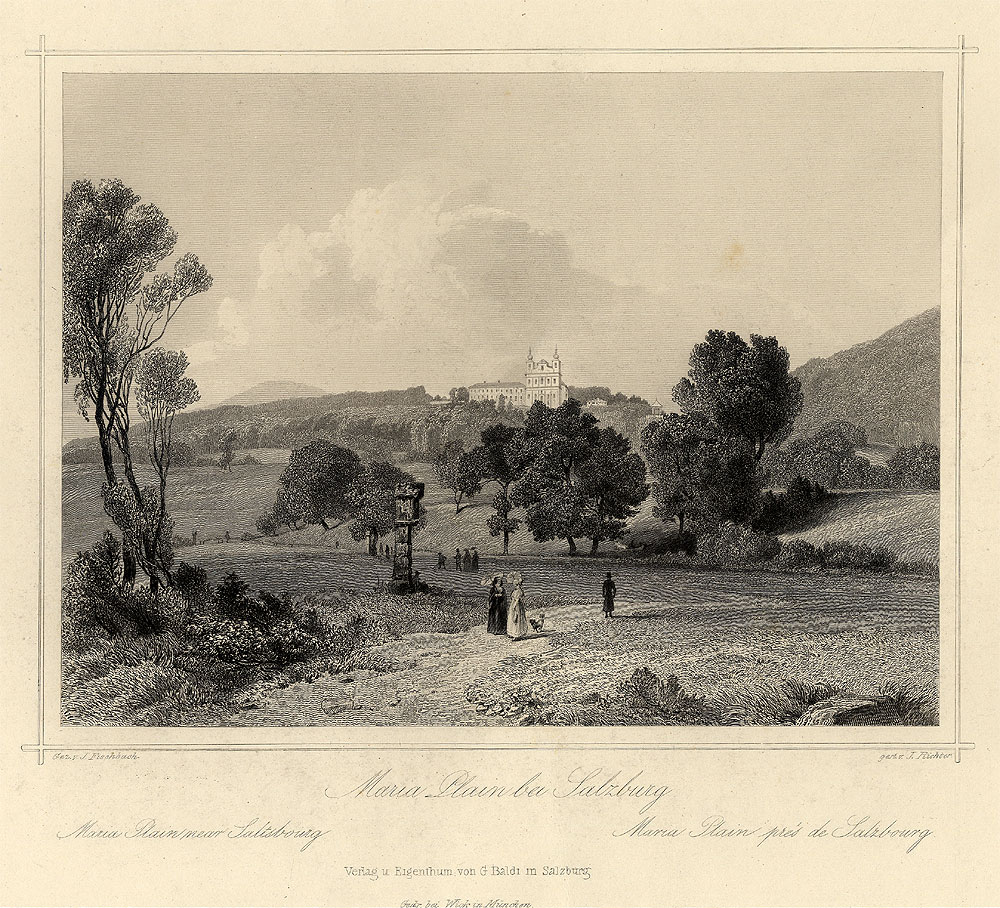
Johann Fischbach: „Maria Plain“ – Stahlstich (1852)

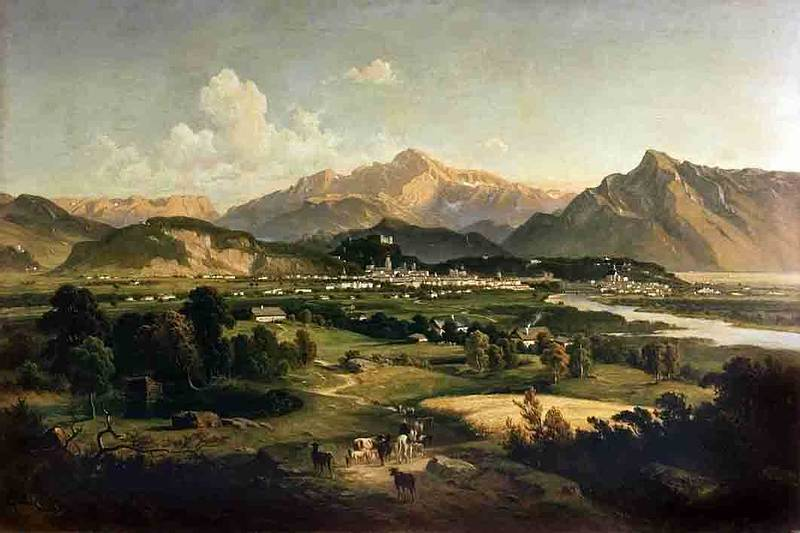
Josef Mayburger: „Salzburg vom Plainberg aus gesehen“ – Gemälde (1881)

Während der Franzosenkriege nach 1800 war im Rahmen des ersten Feldzugs von Frankreich gegen Österreich der Bergheimer Raum Schauplatz von Auseinandersetzungen zwischen den beiden Ländern, am Plainberg selbst fanden aber keine Kriegshandlungen statt. Auch Übergriffe seitens der einrückenden französischen Soldaten auf die ansässige Bevölkerung dürften auf dem Berg nicht stattgefunden haben.
Neben den ansässigen Bauern und zugezogenen Geistlichen auf dem Plainberg kamen zumindest ab dem 19. Jahrhundert auch andere Neubewohner hinzu. Schon in den historischen Beschreibungen des Plainbergs und Maria Plains wird wiederholt die landschaftliche Schönheit der Gegend betont; die der Stadt Salzburg zugewandte Südseite des Berges bietet vergleichsweise weite Ausblicke und diente mit dieser Lage in der Zeit um die Wende zum 19. Jahrhundert unter anderem als Wohnsitz für emeritierte Professoren der Salzburger Universität.
Die Ortschaft Plain umfasste mit Ausnahme eines Stücks im Westen den größten Teil des Plainbergs sowie das nächste Gebiet östlich davon. Als Siedlungsgebiet existierte dort auch die heute zur Gemeinde Hallwang zählende Ansiedlung Berg. Für Plain wurden im 19. Jahrhundert und später unter anderem folgende Einwohnerzahlen erhoben:
| Jahr | Häuser | Bewohner |
| ---- | ------ | -------- |
| 1812 | 22     | 132      |
| 1839 | 21     | 113      |
| 1869 | 22     | 133      |
| 1890 | 23     | 153      |
| 1900 | 25     | 174      |
| 1910 | 30     | 263      |
| 1991 | 74     | 385      |
| 2006 | k. A.  | 219      |

Das Zahlenverhältnis von Männern zu Frauen war immer ausgewogen. Als Konfession wurde für den gesamten Zeitraum fast ausnahmslos römisch-katholisch angegeben. Für die Jahre 1812 und 1890 liegen für den Plainberg folgende Detailangaben vor:
| Ansiedlung                                                  | 1812     | 1890   | 1890     |
| ----------------------------------------------------------- | -------- | ------ | -------- |
|                                                             | Bewohner | Häuser | Bewohner |
| Gaglham                                                     | 13       | 2      | k. A.    |
| Gaglham inkl. einschichtige Häuser Hofstätt und Plainbrücke | k. A.    | 4      | 46       |
| Kemating                                                    | 30       | 6      | 29       |
| Plain                                                       | 42       | k. A.  | k. A.    |
| Maria Plain inkl. Eisenbahnhaltestelle Berg – Maria Plain   | k. A.    | 7      | 34       |
| Radeck                                                      | 38       | 6      | 44       |

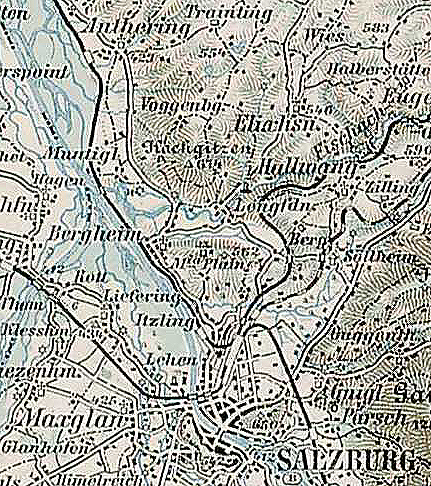
In der Karte der Franzisko-josephinischen Landesaufnahme Mitte der zweiten Hälfte des 19. Jahrhunderts ist Maria Plain als einziger Ort auf dem Plainberg erfasst

In den Jahren 1828 und 1829 wurden im Zuge der Erstellung des Franziszeischen Katasters auch im Raum Bergheim die neuen Steuergemeinden eingerichtet. Mit dem Kataster wurden aufgrund einer staatlichen Neuordnung der Grundbesteuerung sämtliche Liegenschaften in der gesamten österreichisch-ungarischen Monarchie neu vermessen und in Plänen erfasst. Der Plainberg wurde dabei überwiegend der neuen Katastralgemeinde Bergheim zugeordnet, die heute den Namen „Bergheim I“ trägt. Die nunmehrige Katastralgemeinde Bergheim II mit dem südlichsten Teil des Bergs war ursprünglich Teil der Katastralgemeinde Vockenberg, die damals auch noch die heutige Katastralgemeinde Voggenberg mit umfasste.
Im 19. Jahrhundert wurden im ländlichen Raum auf Empfehlung der Obrigkeit hin immer häufiger entlang von Straßen und um Gehöfte Obstbäume gepflanzt, was auch am Plainberg geschah. Aus Anlass des 40-jährigen Regierungsjubiläums von Kaiser Franz Joseph im Jahr 1888 pflanzte der in Maria Plain ansässige Joseph Nußdorfer entlang der Straße zur Wallfahrtsstätte die „Kaiser-Jubiläums-Obstbaumallee“.
In der zweiten Hälfte des 19. Jahrhunderts war Bergheim restriktiv gegen die neuen sozialen und politischen Bewegungen eingestellt. Sowohl sozialdemokratische als auch großdeutsche Bestrebungen waren in der Minderheit, man war fest den Anschauungen verbunden, wie sie bis ins 20. Jahrhundert hinein im Politischen Katholizismus vertreten wurden. In ihrem Gefolge entstand im ersten Jahrzehnt des 20. Jahrhunderts in Bergheim – gleich wie auch in anderen Landgemeinden Salzburgs – ein sogenannter Burschenschaftsverein. In diesem dem Bauernbund nahestehenden Verein sammelten sich ledige Bauernburschen und männliche Dienstboten. In Maria Plain wurde von diesem jährlich ein Burschentag mit rund 300 Mitgliedern abgehalten, was gemessen an der Einwohnerzahl als stattliche Repräsentanz zu werten ist.
Am 25. April 1901 wurde in Kasern, da nahe an der Eisenbahn gelegen, das erste Postamt auf Bergheimer Gebiet errichtet. Dieses war ab nun für die Zustellung der Post auch auf dem Plainberg zuständig, was zuvor ein Postamt in Salzburg für diesen Rayon übernommen hatte. Die Post wurde werktags täglich mehrmals zugestellt, an Sonntagen war die Zustellung örtlich beschränkt. Auf dem Plainberg erhielt sonntags nur Maria Plain Sendungen. Ab dem 1. August 1912 existierte im Ort Bergheim eine (in ihren Aufgaben gegenüber regulären Postämtern beschränkte) Postablage des Postamtes Salzburg 1; der Postzustellungsmodus blieb aber unverändert bis nach 1945, als Bergheim zu einem eigenständigen Postamt wurde. Das Postamt Kasern wurde 2009 geschlossen, die Postzustellung auf dem Plainberg wird seit 2005 wieder von Salzburg-Itzling aus vorgenommen.
Im Vorfeld zur Entstehung der Salzburger Festspiele suchte man schon seit dem Ende des 19. Jahrhunderts nach einem geeigneten Platz für ein Opernhaus in Salzburg. Friedrich Gehmacher und Heinrich Damisch, zwei Salzburger Bürger, hatten noch vor dem Ersten Weltkrieg bei einem Spaziergang auf dem Plainberg die Idee, unter anderem aus Gründen der schönen Aussicht von Maria Plain auf Salzburg an dieser Stelle ein Konzert- und Opernhaus zu errichten. Mit dem Ausbruch des Krieges wurde der Plan aber nicht weiter verfolgt.
Nach dem Weltkrieg zogen heimwärts ziehende Soldaten durch Bergheim und es gab Furcht vor Plünderung und Gewalt. In der Tat fanden 1920 auf Frauen einige Überfälle mit sexueller Nötigung statt, so auch im Wald des Plainbergs. Während der wirtschaftlichen Krisenzeit wurde in Bergheim zwischen September 1920 und 1922 als dringliche Maßnahme gegen die Inflation örtliches Notgeld ausgegeben. Auf einem 10-Heller-Schein war die Südseite des Plainbergs mit der Wallfahrtskirche Maria Plain abgebildet.

### Zeit des Nationalsozialismus bis heute

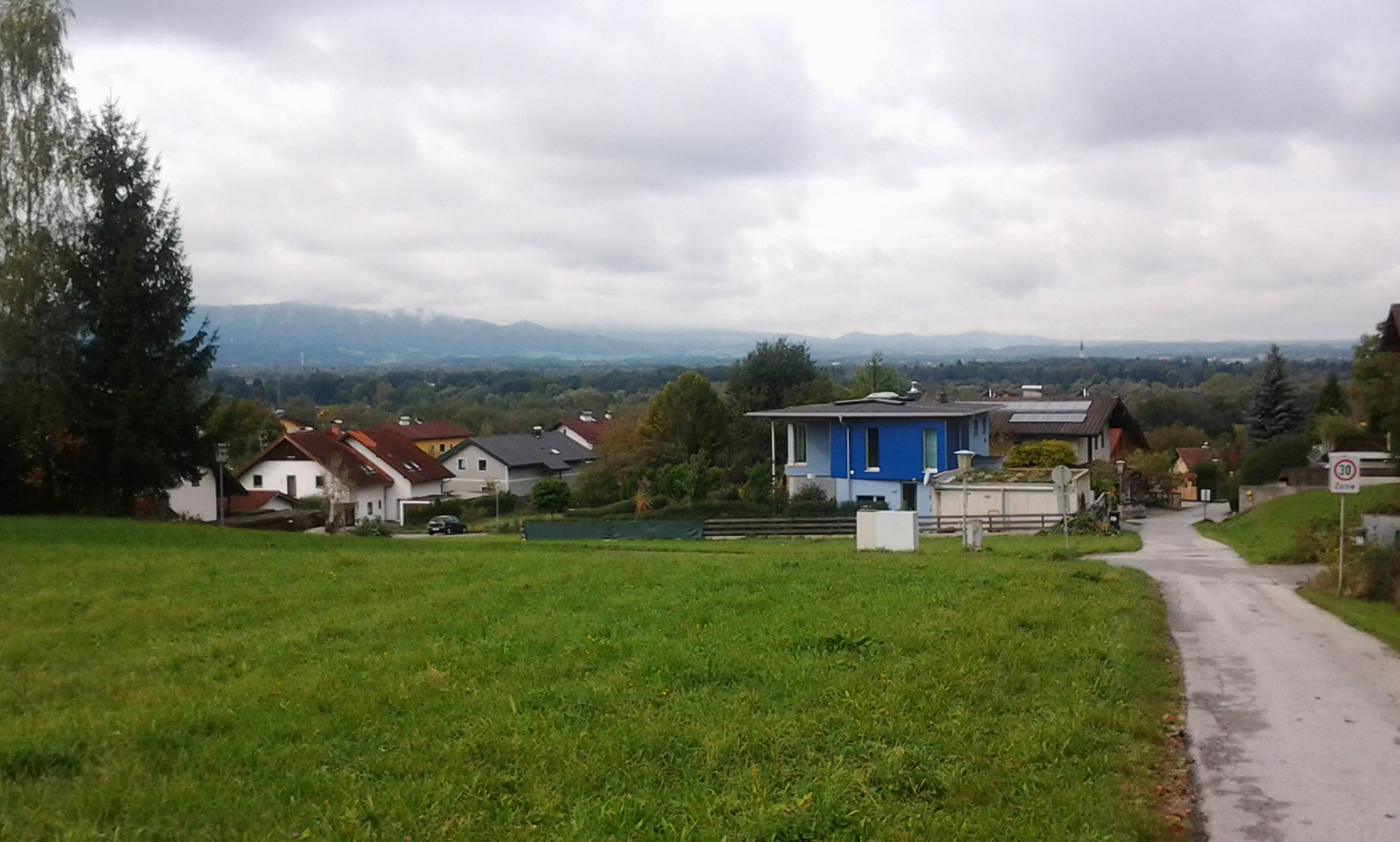
Teil der heutigen Kirchfeldsiedlung an Stelle des Flüchtlingslagers Bergheim

Nach dem Anschluss Österreichs an NS-Deutschland im März 1938 wurde der Plainberg an die Stadt Salzburg angegliedert, kam aber nach 1959 wieder zur Gemeinde Bergheim. 1939/40 wurde zwischen Bergheim und Hagenau ein Arbeitslager des nationalsozialistischen Reichsarbeitsdienstes errichtet. Die Insassen wurden unter anderem für Arbeiten zur Regulierung des Plainbaches und für den Bau der Reichsautobahn eingesetzt, die von München kommend nach Wien weiterführen sollte. Die Trasse entspricht der heutigen Westautobahn (A 1) und verläuft über den Südhang des Plainbergs. Nach Kriegsende richtete die amerikanische Besatzungsmacht auf dem Gelände, das schon seitens der Nationalsozialisten von der Pfarre Bergheim in Pacht genommen worden war, ein Flüchtlingslager ein. Zuerst war es als Auffanglager für ehemalige Wehrmachtsangehörige vorgesehen gewesen. Im Oktober 1946 waren in der 16 Holzbaracken umfassenden Siedlung, die ursprünglich für 250 Personen gedacht war, 391 Menschen untergebracht, davon zu 95 % Donauschwaben. Im Herbst 1948 waren es über 460 Bewohner. Im Lager entwickelte sich eine eigene Sozialstruktur mit Kindergarten, Schule, Lebensmittelversorgung, Sportklubs und einer ursprünglich behördlich eingesetzten Lagerpolizei. Im Jahr 1950 brach aufgrund schlechter sanitärer Verhältnisse eine Typhusseuche aus, woraufhin das Lager kurzzeitig gesperrt wurde. 1952 ging das Bergheimer Lager in Selbstverwaltung über und löste sich mit dem Verkauf des Geländes an Siedlungsgenossenschaften Ende 1956 in den Folgejahren auf. Heute befindet sich dort die Kirchfeldsiedlung, in der auch noch einige ehemalige Flüchtlinge und deren Nachfahren wohnen.

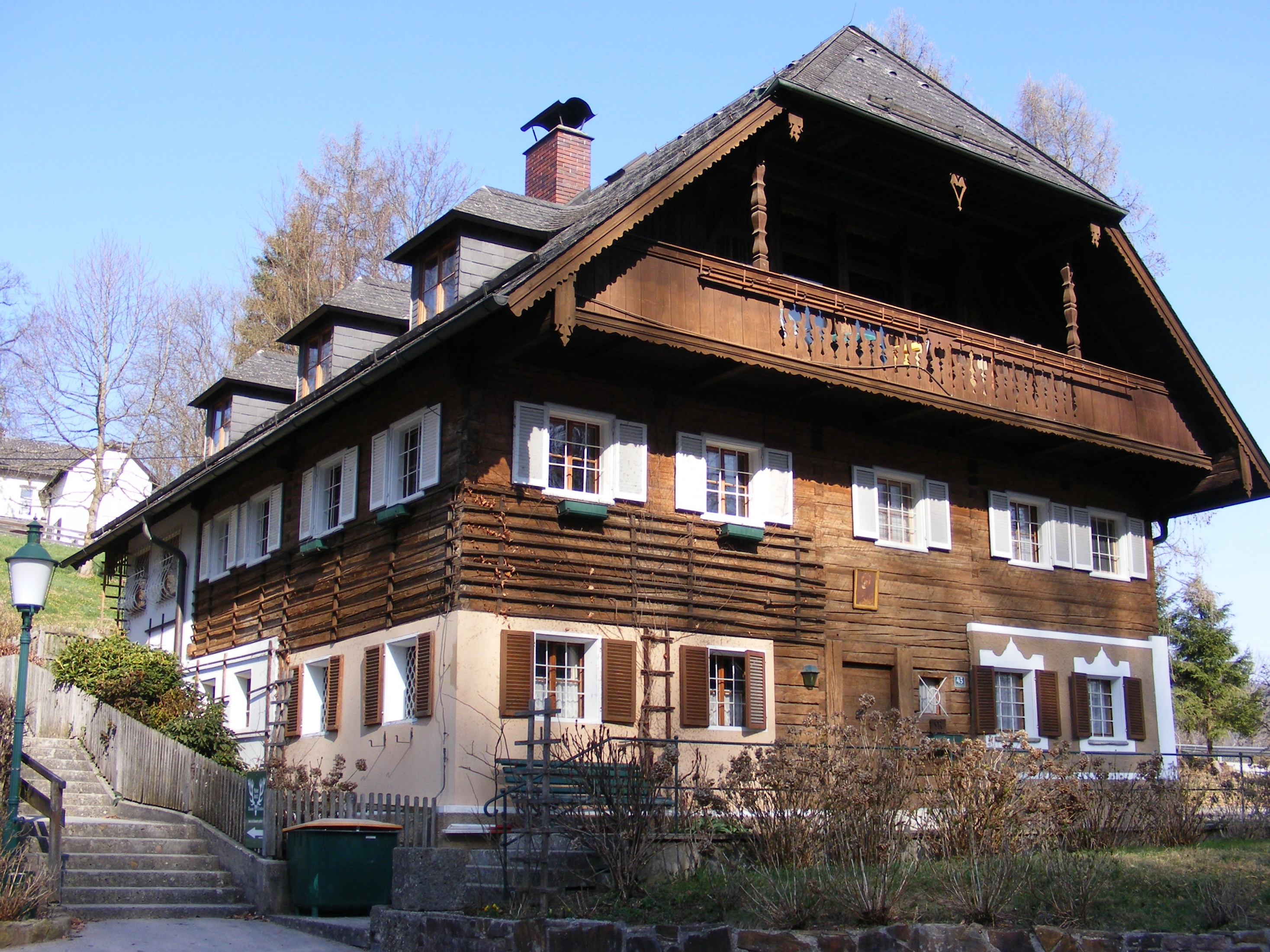
Das Bindergut als vorübergehende Unterkunft für die Benediktiner von Maria Plain während mehrerer Kriegsjahre

Mit Jahresbeginn 1939 kam im Zuge auch von anderen Eingemeindungen der größte Teil des Plainbergs von Bergheim zum Gemeindegebiet der Stadt Salzburg. Im Zweiten Weltkrieg mussten – parallel zu anderen kirchlichen Beschlagnahmungen – 1941 die Geistlichen von Maria Plain ihren Wohnplatz im Superioratsgebäude verlassen, da die Räumlichkeiten zur Unterbringung von Kindern im Rahmen der Kinderlandverschickung (Evakuierung von Kindern aus den durch Luftangriffen gefährdeten Städten) genutzt wurden. Das ähnlich einem Lager geführte Heim wurde amtlich als Jugendherberge Maria Plain bezeichnet. Die Patres kamen vorübergehend in einem Nebengebäude, dem Bindergut, unter.
1943 wurde am Ostende des Bergs von der Stadtgemeinde Salzburg, ausgelöst durch den „Führerbefehl zum Bau von öffentlichen Luftschutzbunkern in ganz Deutschland“, ein kleiner Luftschutzbunker für rund 30 Personen errichtet. Er ist damit der weitaus kleinste aller solcher damals in der Stadt Salzburg angelegten Schutzräume. Für die Arbeiten wurden Zwangsarbeiter und Kriegsgefangene herangezogen.
Nach dem Krieg gab es Bestrebungen der Gemeinde Bergheim, den Berg wieder zurückzubekommen, was jedoch nur gelang, indem man dem Wunsch Salzburgs nach Einverleibung des nördlich von Bergheim befindlichen Schlachthofgeländes nachkam und einen Gebietstausch ausverhandelte. Das 216 ha große Plainberggebiet wurde gegen einen nur 35 ha umfassenden, teils nur rund 65 m breiten Geländestreifen entlang der Salzach Richtung Norden bis einschließlich des Schlachthofes eingetauscht, das heutige Itzling-Nord. Am 13. Juli 1950 trat diese Abmachung in Kraft. Ein Teil von Kasern jedoch verblieb bei Salzburg – angeblich um den dörflichen Charakter von Bergheim nicht zu zerstören, da der neue Salzburger Stadtteil sich zum Gewerbe- und Industriegebiet entwickelt habe. Die Industrialisierung des Gebiets hatte jedoch schon um 1900 begonnen.

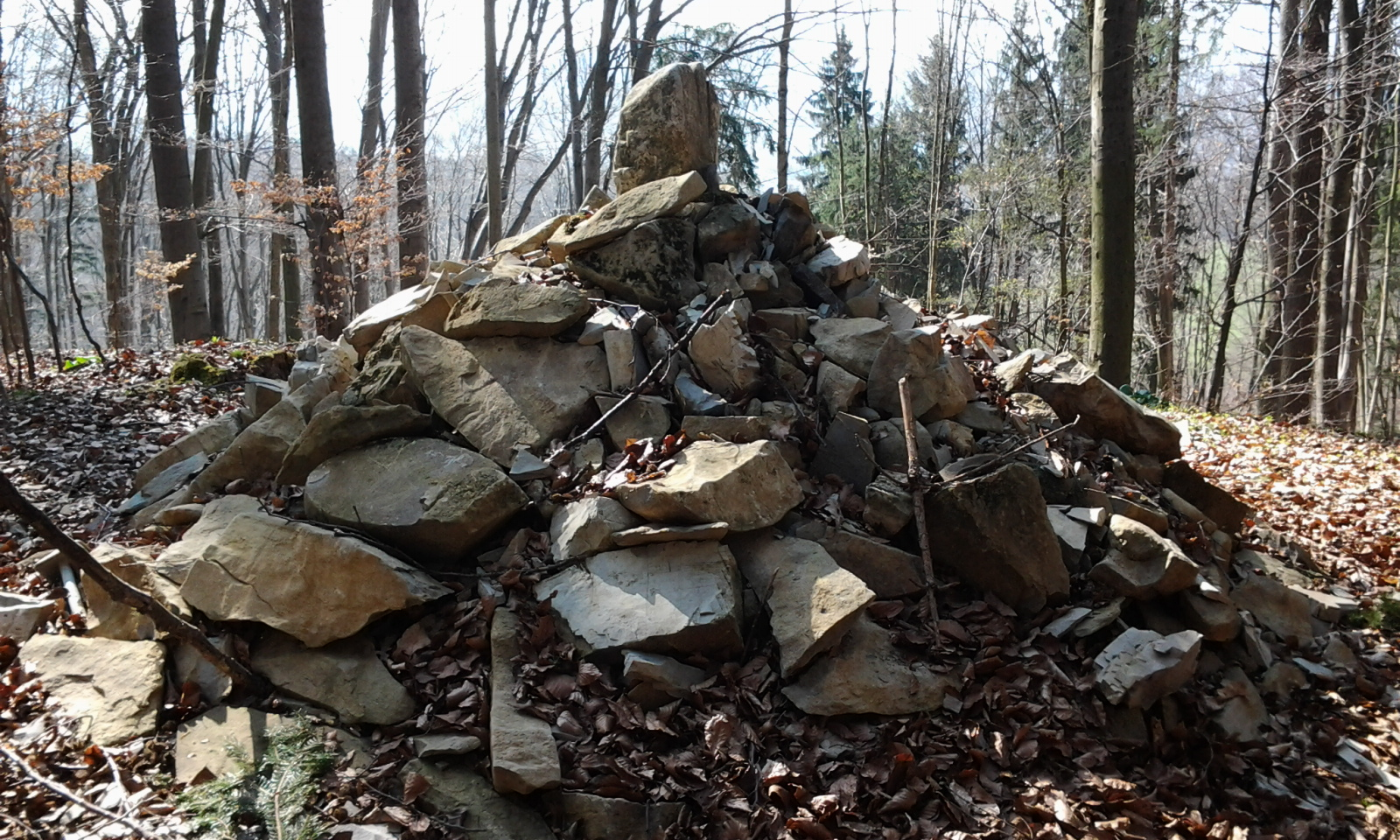
Markierung des höchsten Punktes des Plainbergs

Im Jahr 1963 wurde in Bergheim die regelmäßige Müllabfuhr in Teilen des Gemeindegebietes eingeführt. Das Gebiet des Plainbergs gehörte von Beginn an dazu.
Heute ist der Plainberg auf seiner Westseite mit den sakralen Bauten ein von Spaziergängern und Touristen vielbesuchter Ort. Der Rest des Bergs wird für Erholungszwecke wenig genutzt. Die vereinzelten dort befindlichen, auf der Anhöhe aufgrund des Baumbestands auch kaum Ausblicke bietenden Fußwege sind nicht ausgeschildert. Eine zuletzt angelegte Forststraße von Maria Plain Richtung Radeck im oberen Bergbereich ist in den Karten noch nicht verzeichnet.

## Wirtschaft

### Landwirtschaft, Viehzucht, Jagd

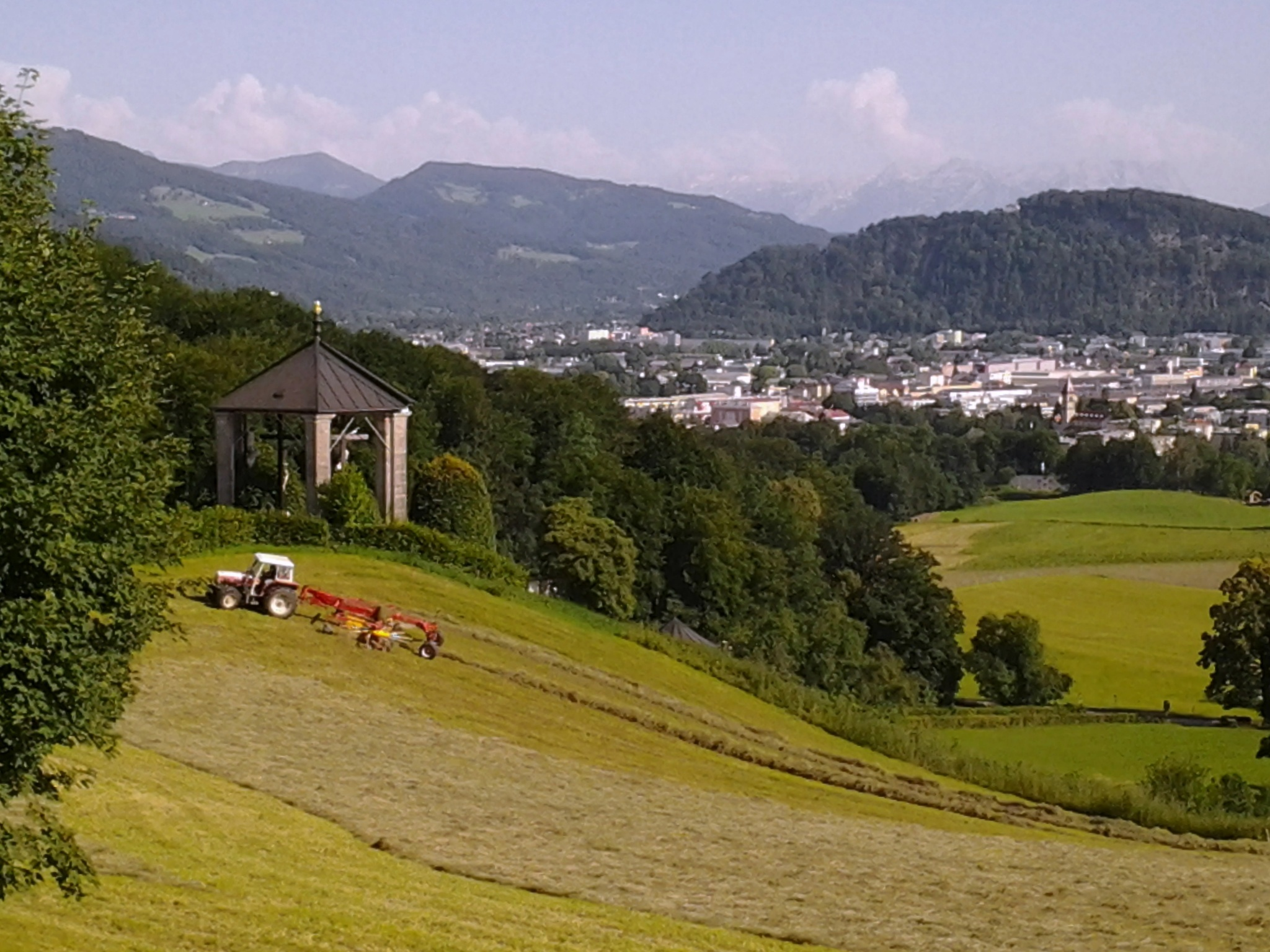
Heuernte am Plainberg

Berge in der Flyschzone weisen meist Wald-, aber auch Wiesenflächen auf. Die baumfreien Flächen wurden vermutlich schon in frühester Zeit landwirtschaftlich genutzt. Die Ausgrabung des Gutshofes aus der Römerzeit in Kemating lässt darauf schließen, dass in dem Gebiet schon im Altertum Landwirtschaft betrieben wurde.
Aus dem frühen 19. Jahrhundert wird berichtet, dass die Südseite des Plainbergs schon vor Jahrhunderten zu landwirtschaftlichen Zwecken genutzt wurde. Die Felder waren fruchtbar und den hier ansässigen Bauern war ihr Reichtum auch äußerlich anzusehen. Es dominierte der Getreideanbau. 1833 bestand die Ackerfläche der Katastralgemeinde Bergheim, die zum größeren Teil vom Plainberg eingenommen wurde, zu einem Drittel für Anbau von Wintergetreide, einem weiteren Drittel für Hafer und der Rest verteilte sich auf Klee, Brachland und etwas Flachs. An Vieh wurden fast ausschließlich Rinder gehalten. Für 1817 ist für die Ortschaft Plain ein Viehbestand von 15 Ochsen, 47 Kühen und 1 Pferd nachgewiesen. Schafe waren in sehr geringer Stückzahl in anderen Bergheimer Ortschaften vorhanden. Während des ganzen 19. Jahrhunderts dürfte sich – gleich wie im gesamten Bundesland Salzburg – die Stückzahl an Rindern nicht wesentlich verändert haben. Heute gibt es auf dem Plainberg inklusive Radeck noch fünf aktive Bauern.
Auf der Wiese vor der Wallfahrtskirche Maria Plain wurde von 1830 bis 1961 (mit Ausnahme der Kriegsjahre 1940 bis 1944) jährlich am Lorenzitag, dem 10. August, der „Lorenzimarkt“ oder „Plainmarkt“ abgehalten. Es handelte sich dabei um einen volksfesthaften Viehmarkt und Kirtag, bei dem die für die Landwirtschaft wichtigen Viehpreise für die nachfolgende Saison festgelegt wurden. Gehandelt wurde mit Pferden und Rindern, zum Verkauf standen aber auch Kleidung, Haushaltswaren und ähnliche für einen Jahrmarkt übliche Waren. Der Viehhandel fand im Wesentlichen vormittags statt, der Nachmittag hatte mehr geselligen Charakter. Der Plainmarkt war ein vielbesuchter Ort; so werden beispielhaft als Verzehr genannt: „8.000 Frankfurter, 4.000 Knacker, 150 Stangen Aufschnittwurst, noch 10.000 Würste und 1.200 Bratwürste sowie 20.000 Semmeln. In der Hausmetzgerei [des angrenzenden Gasthofs Maria Plain] wurden drei Stiere, zwei 600 Kilo schwere Kalbinnen vier Schweine und vier Kälber geschlachtet.“ Als Grund für die Aufgabe des Plainmarktes 1961 werden die zunehmend erschwerten Bedingungen für das Herantreiben des Viehs (motorisierter Straßenverkehr) sowie die Konkurrenz des Viehmarktes in Maishofen im Pinzgau genannt.
Die Wälder zwischen Maria Plain und Radeck waren zumindest bis ins Hochmittelalter nicht erschlossen, späterhin dienten sie der Jagd. Im 19. Jahrhundert wurden in Bergheim, gleich wie auch in vielen anderen Landgemeinden der Region, aus finanziellen Gründen die Gemeindejagden an Adelige und Großbürger vergeben. So gab es in den Bergheimer Wäldern eine rege Jagdtätigkeit, und die Hege des Wildes erfolgte in Hinblick auf diesen Umstand. Deshalb waren in den angrenzenden Ackerbauflächen vielfach Schäden durch das Wild und durch die Jagdtätigkeiten zu verzeichnen, sodass gegen Ende des Jahrhunderts gesetzliche Regelungen geschaffen wurden, um die Jagden den Grundeigentümern vorzubehalten. Der reiche Bestand an Jagdwild ist mittlerweile beträchtlich gesunken. Die Bergheimer Gemeindejagd hat ihre Kernzonen am Hochgitzen und zum geringeren Teil auf dem Plainberg, der heute nur noch wenig bejagt wird. Während früher fallweise auch für Bergheim untypische Wildgattungen wie Wildschweine und Damwild gejagt werden konnten, gibt es derzeit nur noch insgesamt einen Rehbestand von rund 150 bis 200 Stück und einen sehr geschrumpften Bestand an Niederwild.

### Industrie, Handel und Gewerbe

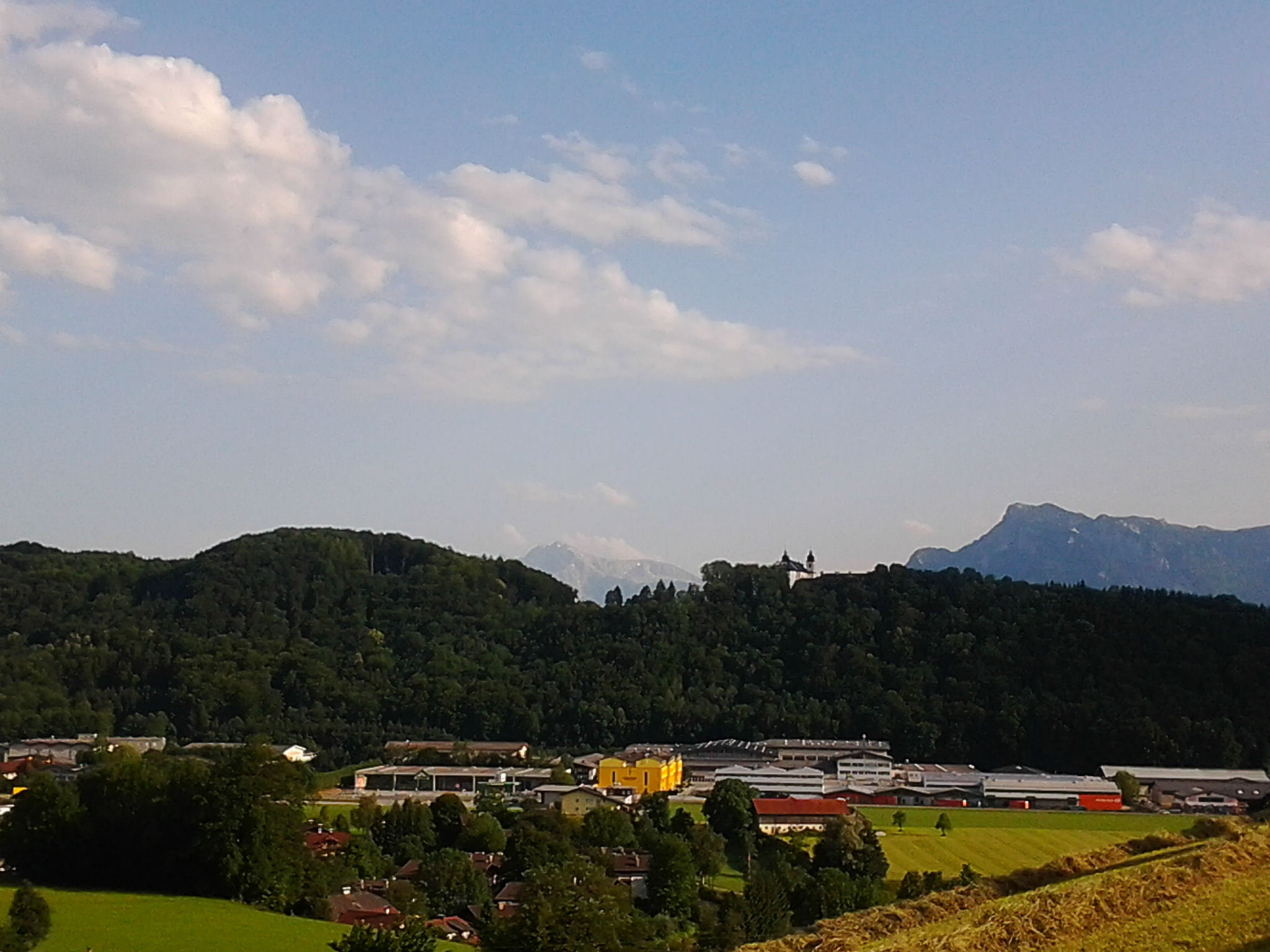
Nordseite des Plainbergs mit Handelszentrum Bergheim

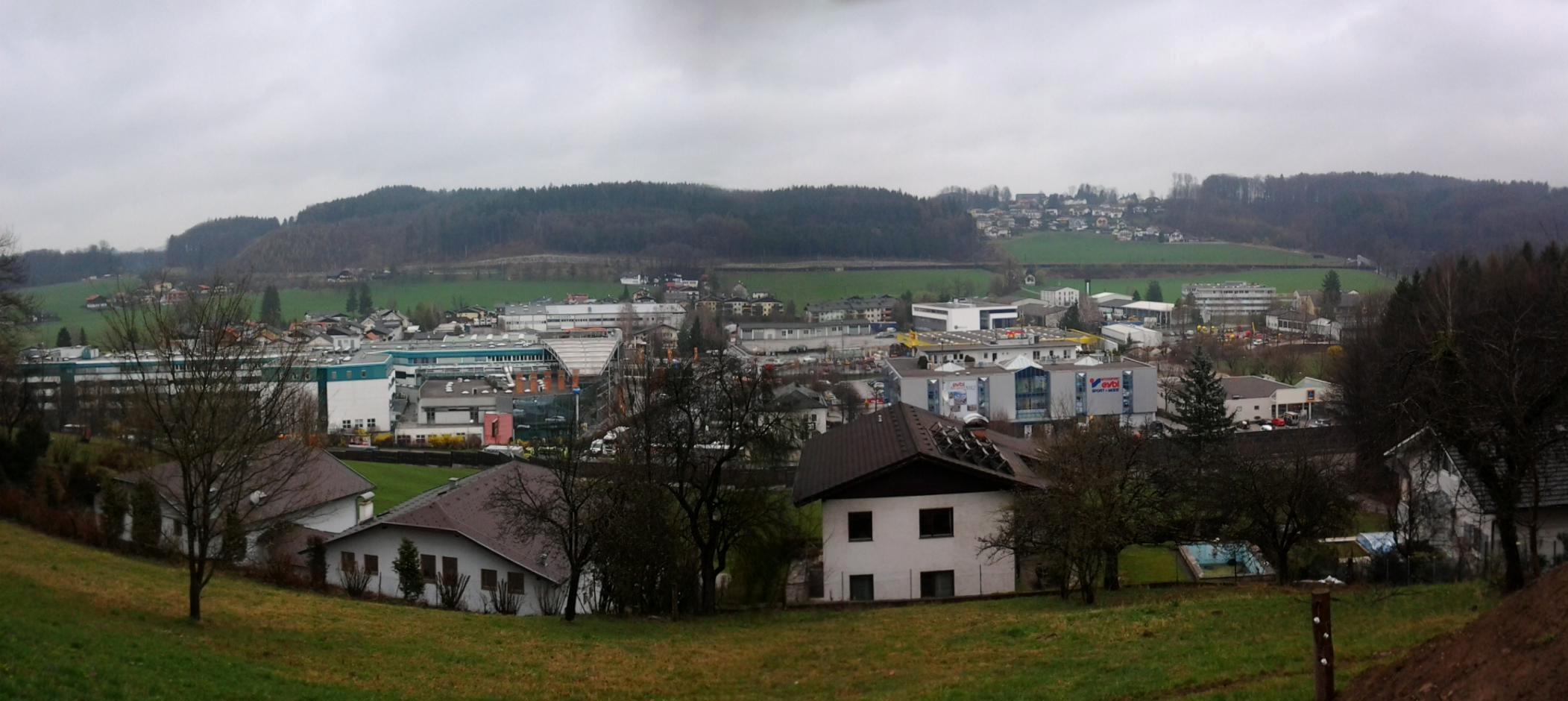
Gewerbegebiet Kasern

Unmittelbar nördlich des Plainbergs befindet sich das Handelszentrum Bergheim mit zahlreichen Unternehmen. Überdies ist am nördlichen Fuße des Bergs der Bau einer Anlage zur Gewinnung von erneuerbarer Energie („Ökoenergiepark Bergheim“) geplant.
Unmittelbar jenseits der jetzigen Salzburger Straße (B 150), die als Ausfallstraße von Salzburg die Südostflanke des Bergs bis zur Autobahntrasse passiert, existierte südlich von Kasern mit der „Redlacken“ eines von drei in und um Salzburg befindlichen Ziegelwerken (heutige Rettenlackstraße). In dieser später auch als „Röttelacken“ bezeichneten Lehmgrube wurde zudem rötliche Tonerde für Bemalungen des im Salzburger Stadtteil Riedenburg von 1734 bis 1848 hergestellten Porzellans gewonnen. Ein Ziegelwerk bestand dort noch in der ersten Hälfte des 20. Jahrhunderts. Ferner siedelten sich zu dieser Zeit dort auch eine chemische Fabrik, eine Glockengießerei und eine Seifensiederei an. Außerdem wurde hier schon zuvor Torf abgebaut. Heute befinden sich in dem Gebiet etliche gewerbliche Unternehmen, der ehemalige Torfabbau ist nicht mehr erkennbar.
Auf der Westseite des Plainbergs existierte bei Bergheim bis 1897 ein Steinbruch, die dort gewonnenen Steine wurden als Baumaterial für kirchliche Bauwerke der Umgebung verwendet, unter anderem für die Wallfahrtsbasilika Maria Plain und für die Benediktinerabtei Michaelbeuern. Zumindest bis Ende des 19. Jahrhunderts gab es auch östlich des Plainbergs mehrere Steinbrüche, wovon derjenige unmittelbar südöstlich von Radeck ab den 1880er Jahren betrieben wurde.
Um die Wende zum 20. Jahrhundert war die wirtschaftliche Bandbreite auf dem Gebiet des Plainbergs selbst noch wesentlich größer als heute. Neben der Landwirtschaft sind für das Jahr 1901 folgende Unternehmen für Maria Plain genannt: 1 Brothandel, 1 Fleischhandel, 2 Handlungen (gemeint sind Gemischtwarenhandlungen), 1 Heuhandel, 1 Mühlenbauer, 1 Schuhmacher und 1 Gastwirt. Neben der Wallfahrtskirche wird auch heute mit Andenken und Devotionalien gehandelt.
Das Gastgewerbe erlangte im Gebiet des Plainbergs mit dem Aufkommen der Wallfahrten besondere Bedeutung. Der Gasthof Maria Plain nächst der Wallfahrtsbasilika („Plainwirt“) existiert seit 1654 und wird seit seinem Anbeginn bis heute von derselben Familie betrieben. Das Gebäude hatte zuvor als Unterkunft für Priester gedient und war nach deren Umzug in das Superioratsgebäude von Maria Plain als Gasthaus umgebaut worden. 1687 wurde das Gebäude neu errichtet. Als weitere Gastronomiebetriebe gab es um die Wende zum 20. Jahrhundert in Radeck zwei Wirtshäuser: das Schwarz’sche Gasthaus und den noch immer dort befindlichen Jägerwirt. Zum Jägerwirt gehörte auch ein daneben aufgestelltes Salettl, das sich seit 1994 als Ausstellungsobjekt im Salzburger Freilichtmuseum in Großgmain befindet. Ferner wurde auf dem Berg 1914 auf dem von Salzburg kommenden Weg an der Kreuzung zur Straße nach Radeck ein weiterer Gastronomiebetrieb eröffnet, die ebenfalls noch immer bestehende „Plainlinde“.

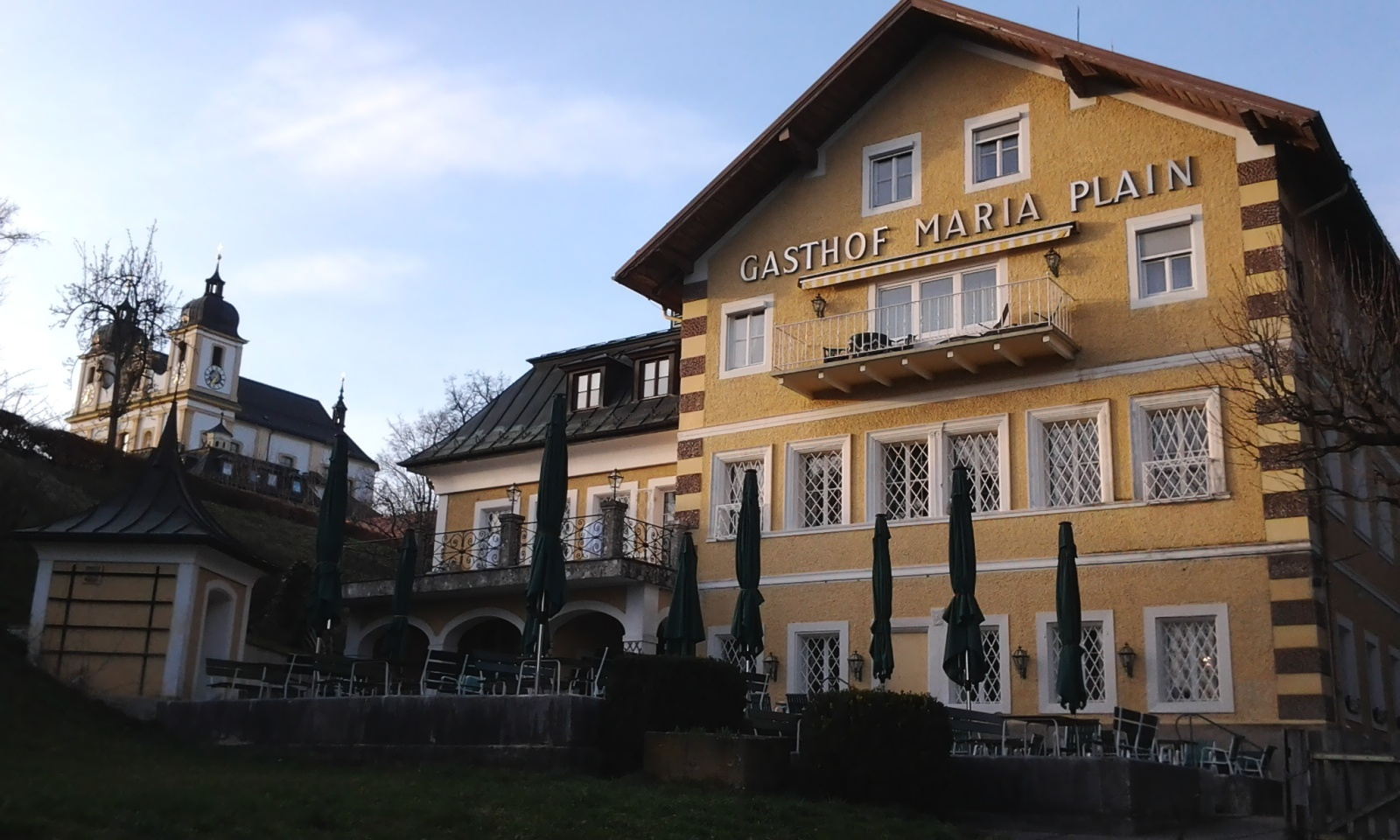
Gasthof Maria Plain (Maria Plain)
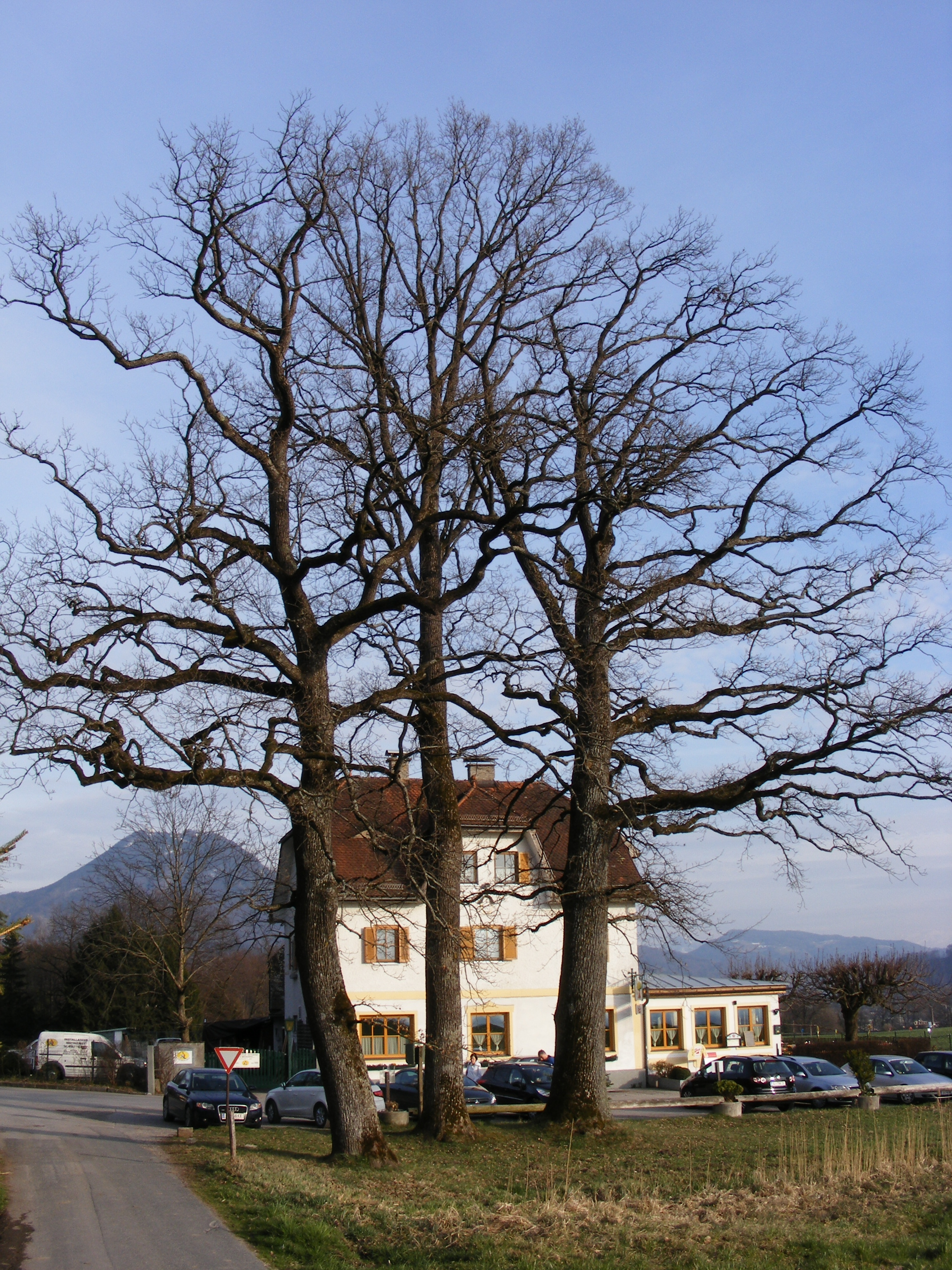
Gasthaus Plainlinde (Maria Plain)
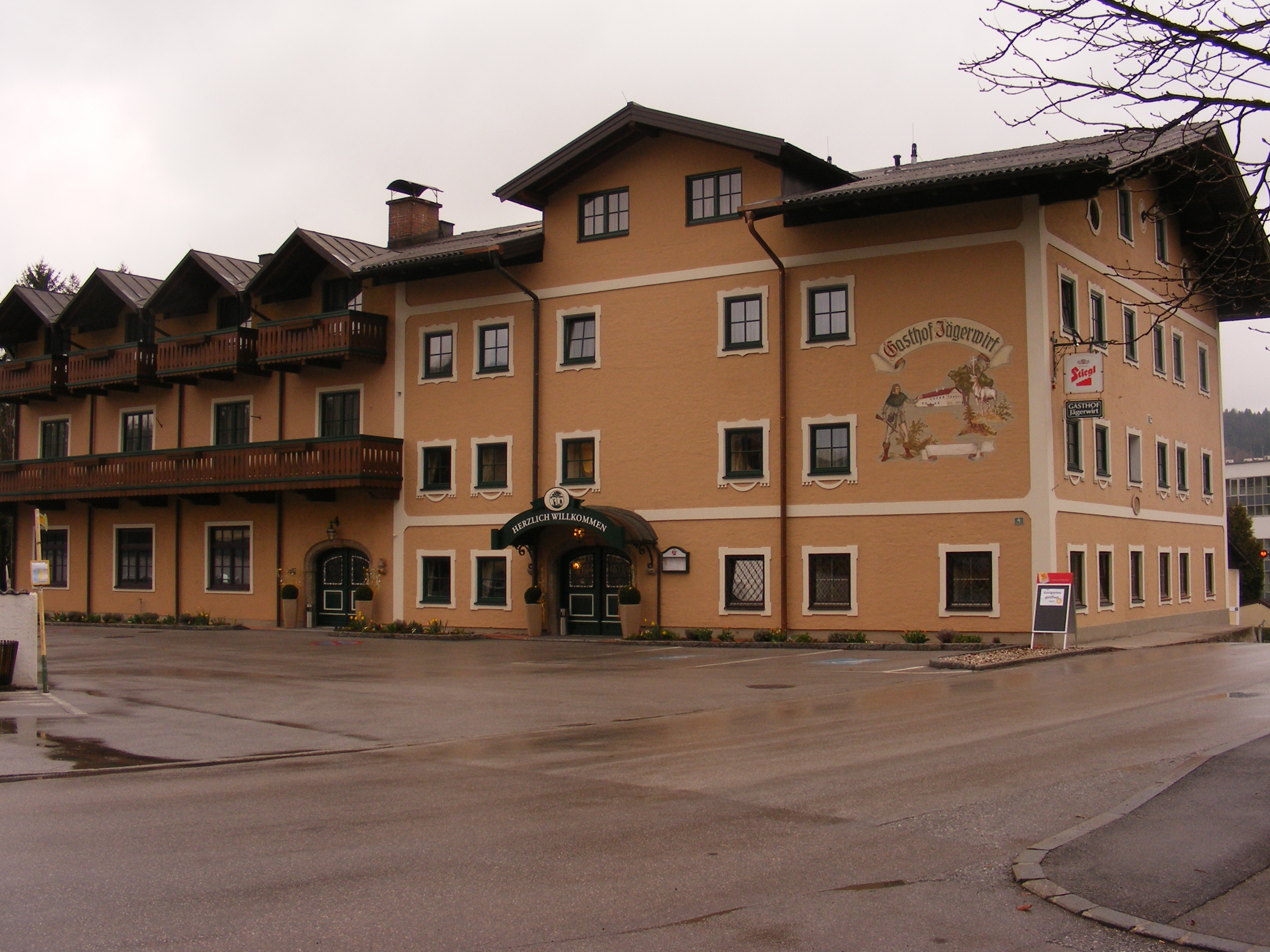
Gasthof Jägerwirt (Radeck-Kasern)

Heute wird das gastwirtschaftliche Geschehen auf dem Plainberg nach wie vor durch die Wallfahrtsstätte und den damit zusammenhängenden Tourismus, aber auch durch nicht religiös motivierten Ausflugsverkehr bestimmt. Zudem hat sich generell das Fremdenverkehrsaufkommen in Bergheim – gemessen an den Nächtigungszahlen – von 1986 bis 2008 mehr als verdreifacht.
Auf Salzburger Gebiet befinden sich heute im Südosten des Bergs eine Mostschenke sowie der Campingplatz Panorama Camping Stadtblick, ebenfalls mit angeschlossener Gastronomie.

### Radiofabrik
Die „Radiofabrik“ ist eine private Hörfunk-Sendeanstalt in der Stadt Salzburg; sie gehört zu den Freien Radios Österreichs. Für sie hatte sich ab 2001 auf dem Dach des nächst der Basilika gelegenen Gasthofes Maria Plain eine Sendeantenne befunden, wurde aber aus sendetechnischen Gründen auf den Hochgitzen, einen etwas weiter nördlich und ebenfalls in der Gemeinde Bergheim gelegenen Berg, verlegt. Die zum Jahresbeginn 2013 eingerichtete neue Sendestation wurde nach der britischen Mathematikerin und Programmiererin Ada Lovelace (1815–1852) benannt und erhielt den Namen „Ada“.

## Verkehr

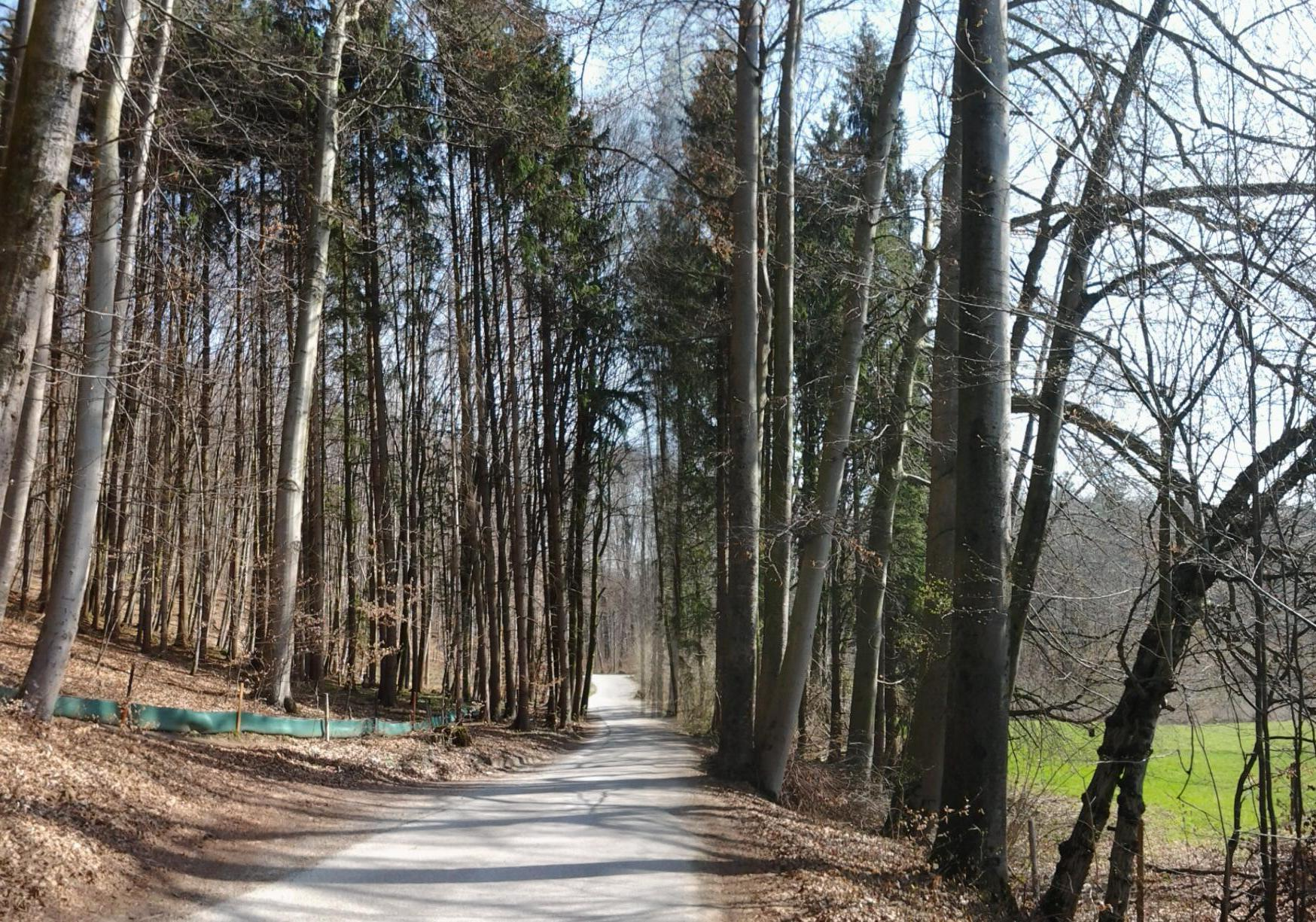
Straße von Kemating nach Radeck

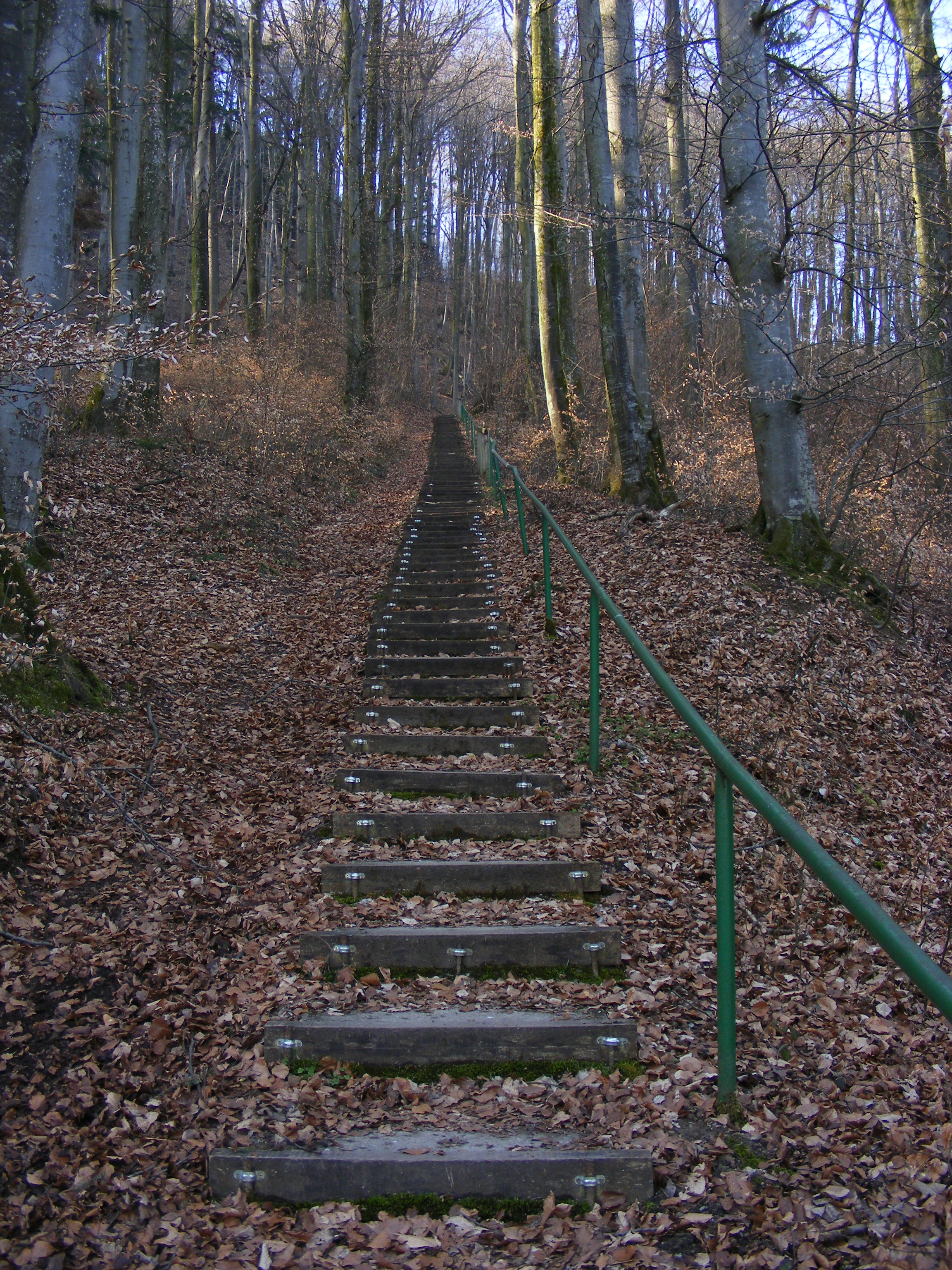
Die Plainstiege

Der Plainberg wurde – so ist aufgrund von Funden zu schließen – schon von frühester Zeit an wegmäßig erschlossen. Der Hauptweg auf den Berg (heute namens „Plainbergweg“) ist seit Jahrhunderten die von Itzling kommende Straße nach Kemating und hierauf zum einen Richtung Osten nach Radeck (heute „Plainwaldweg“) und zum anderen Richtung Norden der Plainbergweg weiter nach Maria Plain. Bereits am 27. Juni 1909 wurde für diese Straße ab der Plainbrücke am Fuße des Bergs bis zur Basilika ein Fahrverbot für Kraftfahrzeuge erlassen.
Der Weg nach Radeck mündete bei dem Ort in die vom Salzburger Stadtteil Gnigl nach Lengfelden und darüber hinaus in das oberösterreichische Innviertel führende Straße. Heute handelt es sich bei dieser um die dort vierspurige Lamprechtshausener Straße (B 156). Daneben gibt es auf den Berg einen Zufahrtsweg von Itzling nach Gaglham (seit 1944 „Gaglhamerweg“ genannt) mit Anschluss an die Straße nach Radeck sowie Fahrwege von Bergheim nach Maria Plain und nach Kemating. Des Weiteren existieren einige Fußwege, wovon einer – da kaum Aussicht bietend, nur wenig begangen – über den höchsten Punkt des Bergs führt. Der Abgang nach Norden kann vom Berg nur zu Fuß und größtenteils über eine Treppe, die „Plainstiege“, genommen werden. Über den Plainberg und an Maria Plain vorbei führen als Weitwanderwege der Rupertiweg und der Arnoweg sowie der Salzburger Abschnitt des österreichischen Jakobswegs.
Im südlichen Randbereich des Plainbergs, teils auf Höhe der Gemeindegrenzen von Salzburg und Bergheim, durchquert die Westautobahn (A1) das Gelände; auf der östlichen Seite befindet sich die Ausfahrt Salzburg Nord, wo Anschluss an die B 156 Richtung Salzburger Stadtmitte und Richtung Norden besteht.

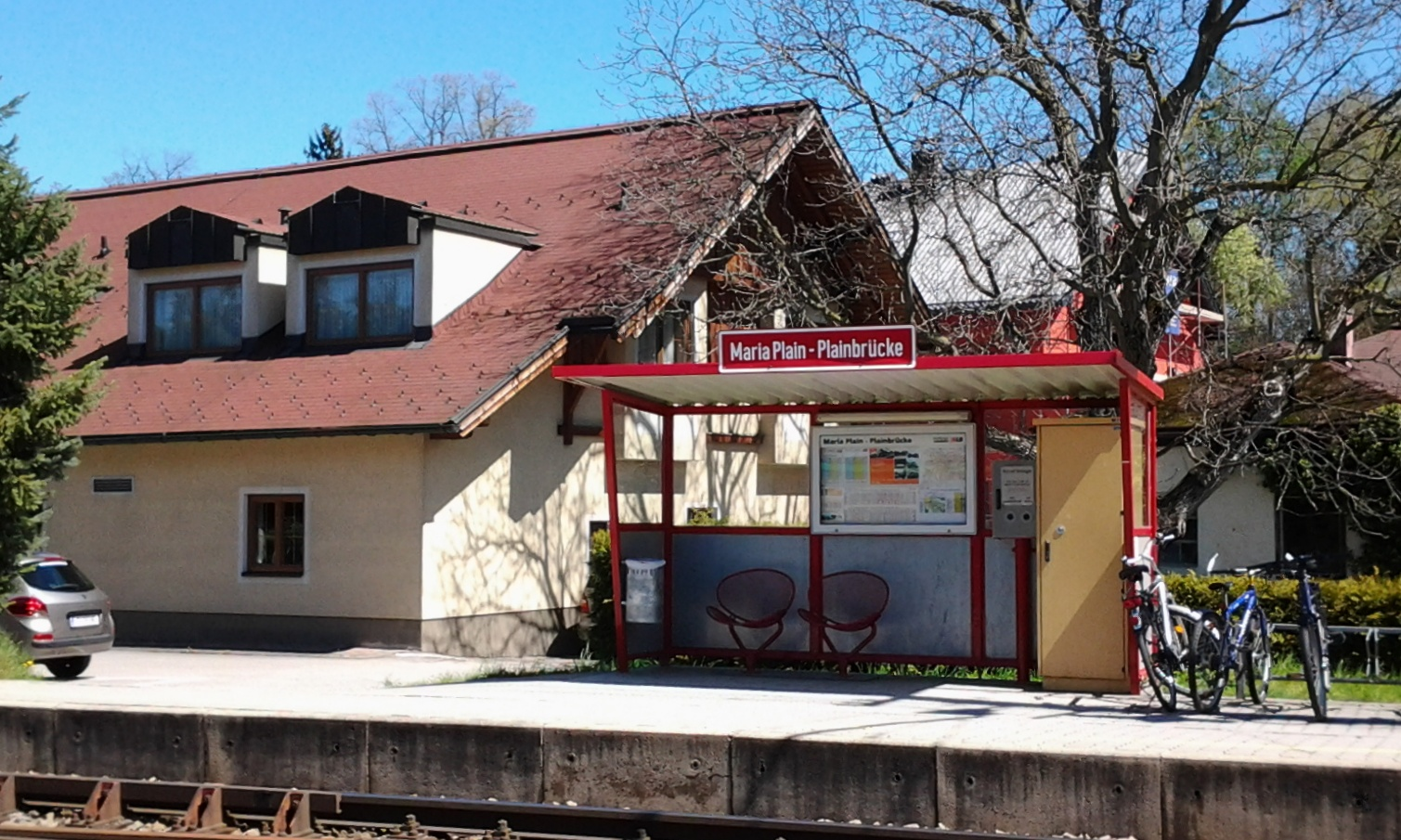
Haltestelle Maria Plain – Plainbrücke der Salzburger Lokalbahn

Am 1. Februar 1885 wurde bei der Ansiedlung Berg (heute zur Gemeinde Hallwang gehörend), etwa 800 m östlich von Radeck, die Eisenbahnhaltestelle „Berg – Maria Plain“ der 1860 eröffneten Kaiserin Elisabeth-Bahn geschaffen – die heutige Westbahn-Haltestelle Salzburg-Kasern. 1886 wurde die Salzburger Lokalbahn eröffnet, die auf der gegenüberliegenden Seite des Bergs unterhalb von Hagenau von der dortigen Haltestelle bis zu dem vorherigen Haltepunkt „Maria Plain-Plainbrücke“ den Ausläufer des Plainbergs, den sogenannten Hagenauerberg passiert. Elektrifiziert wurde diese Strecke von Salzburg bis zur Plainbrücke im August 1923, der restliche Teil bis Bergheim erst im Mai 1927, als auch die Haltestelle Hagenau eröffnet wurde. Über Bergheim hinaus wurde der Betrieb überhaupt erst ab Mai 1947 auf Strom umgestellt.
Es gibt auch heute keine öffentlichen Verkehrsmittel, die direkt auf den Berg führen. Erreichbar ist der Plainberg am nächsten mit der Lokalbahn (Haltestelle Maria Plain – Plainbrücke) und mit der Salzburger Obus-Linie 6 (Haltestelle Plainbrücke) – beide am Südwest-Ende des Bergs – sowie mit der städtischen Buslinie 21 (Haltestelle Jägerwirt bei Radeck im Osten und Haltestelle Plainbachstraße zur Plainstiege nördlich des Plainbergs).

## Bauwerke

### Maria Plain
Der Plainberg zählt – zumindest auf seiner Westseite – zu den viel begangenen Hausbergen der Stadt Salzburg. Vorrangiges Ziel ist die auf 530 m Seehöhe gelegene und besonders nach Süden weithin sichtbare Wallfahrtskirche Maria Plain, die als bedeutendster Wallfahrtsort im Land Salzburg gilt. Zum Ensemble Maria Plain gehören neben der 1671–1674 erbauten Basilika das direkt an die Kirche anschließende, um 1675 erbaute Superioratsgebäude, ferner ein 1686–1692 errichteter Kalvarienberg mit vier Kapellen und Kreuzigungsgruppe, eine Grabkapelle von 1692, die 1710 neu erbaute Ursprungskapelle (zuvor bestand ab 1652 zur Verehrung des Gnadenbildes Maria Plain eine hölzerne Kapelle) sowie die 1734 fertiggestellte Schmerzenskapelle. Die gesamte Anlage wurde zuletzt von 2003 bis 2009 restauriert.
Von der Ursprungskapelle bis zur Basilika findet jeweils am 2. Februar (Lichtmess) eine Lichterprozession mit traditioneller Kerzenweihe statt.

### Geheimnissäulen

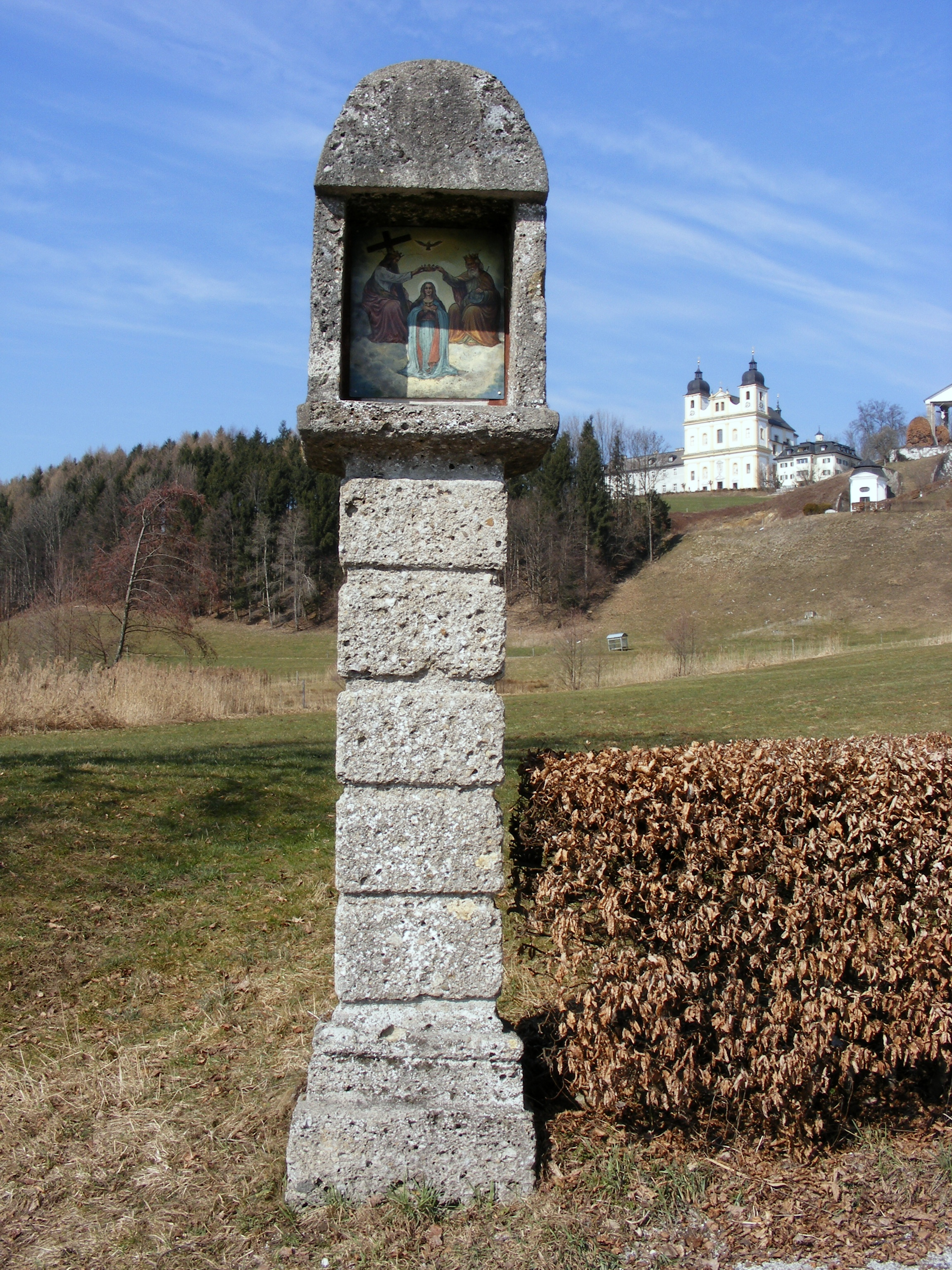
Bildstock XV unterhalb der Plainkirche

Erhalten und restauriert sowie teilweise wiedererrichtet ist ein in der Stadt Salzburg beginnender, aus 15 Bildstöcken und einer Votivsäule bestehender, 1705 von einer Privatperson errichteter Wallfahrtsweg. Beginnend im Stadtteil Elisabeth-Vorstadt führt diese Reihe von Säulen auf den Plainberg bis unweit der ersten Kapelle des Kalvarienbergs. Die auf den 15 Bildstöcken befindlichen Ölbilder zeigen die 15 Rosenkranzgeheimnisse. Den Abschluss der Reihe bildet eine Votivsäule mit einer Abbildung des Maria Plainer Gnadenbildes, dem Text zur Entstehungsgeschichte des Wallfahrtswegs und mit dem Votivspruch des Erbauers. Auf dem Plainberg stehen ab der Plainbrücke am Fuß des Bergs die Bildstöcke IX bis XV sowie die Votivsäule. Ein modern gestalteter, den Geheimnissäulen nachempfundener Bildstock befindet sich unmittelbar vor dem Superioratsgebäude neben der Maria-Plain-Basilika.

### Schloss Radeck
Am östlichen Ende des Bergs befand sich das Schloss Radeck. Eine um 1225 errichtete Burg gehörte bereits ab 1273 den Salzburger Erzbischöfen und war in späterer Zeit der Geistlichkeit von Maria Plain unterstellt. 1525 brannte die Burg im Bauernaufstand aus und wurde später in erweiterter Form schlossähnlich wiederaufgebaut. Heute ist von der ursprünglichen Anlage nur noch die 1516 geweihte Kapelle vorhanden. Ihre Glocke stammt aus dem Jahr 1548 und der Altar aus der zweiten Hälfte des 17. Jahrhunderts. Das Gelände befindet sich in Privatbesitz.

### Plainbrücke

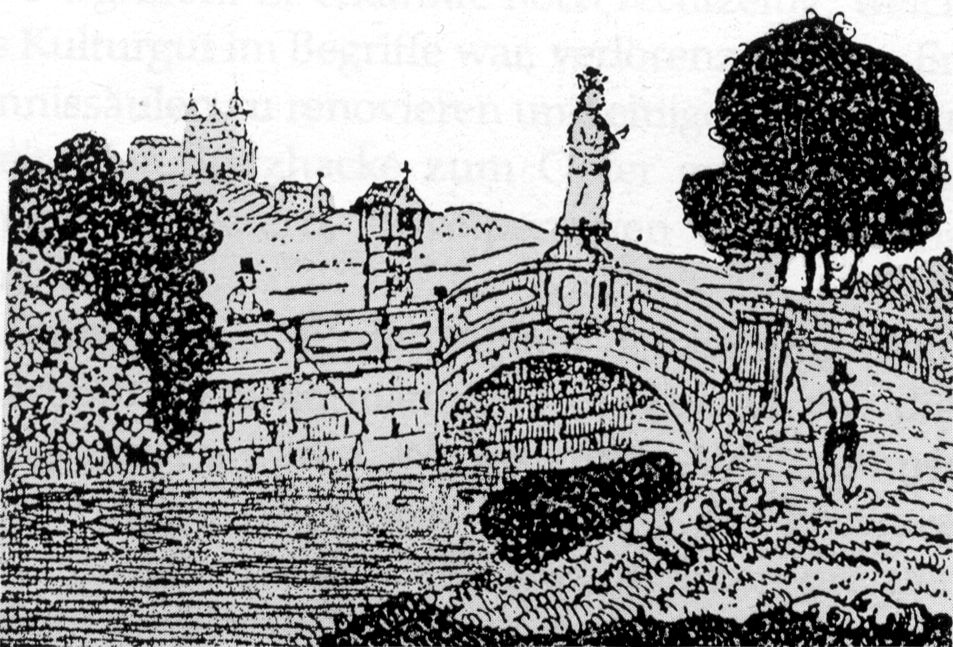
Plainbrücke mit der Wallfahrtsbasilika und einer sogenannten Geheimnissäule (Ignaz Preisinger: „Maria Plain“, um 1850)

Am südwestlichen Ende des Plainbergs gelegen und assoziativ untrennbar mit ihm verbunden ist die im Stadtteil Itzling befindliche Plainbrücke. Sie wurde unter dem Salzburger Erzbischof Leopold Anton von Firmian im Jahr 1733 errichtet. Es handelt sich um eine aus Konglomerat-Quadern erbaute Steinbrücke über den Alterbach. Die seitlichen Brüstungen stammen von der Barockbrücke, der Unterbau und der Belag sind modernisiert. Auf der westlichen Brüstung befindet sich in der Brückenmitte eine Statue des heiligen Johannes Nepomuk; die Brücke wird daher gelegentlich auch „Nepomuk-Brücke“ genannt.
Bei der Plainbrücke trafen sich zwei aus der Stadt führende Wege, wovon der eine weiter über den Plainberg nach Lengfelden führte und gleichzeitig zum Pilgerweg zur Basilika wurde; der andere Weg war derjenige nach Bergheim und darüber hinaus nach Norden. Letzterer bestand schon zumindest seit dem Mittelalter, hatte aber lange Zeit wenig Bedeutung, da der Hauptweg für Fernverbindungen nach Norden auf der linken, heute auf bayerischem Gebiet liegenden Salzachseite führte. Im letzten Jahrhundert entwickelte sich diese Strecke zu einer wichtigen Verkehrsverbindung und wird heute als Bergheimer Landesstraße (L 118) geführt.

## Religion und Volkskultur

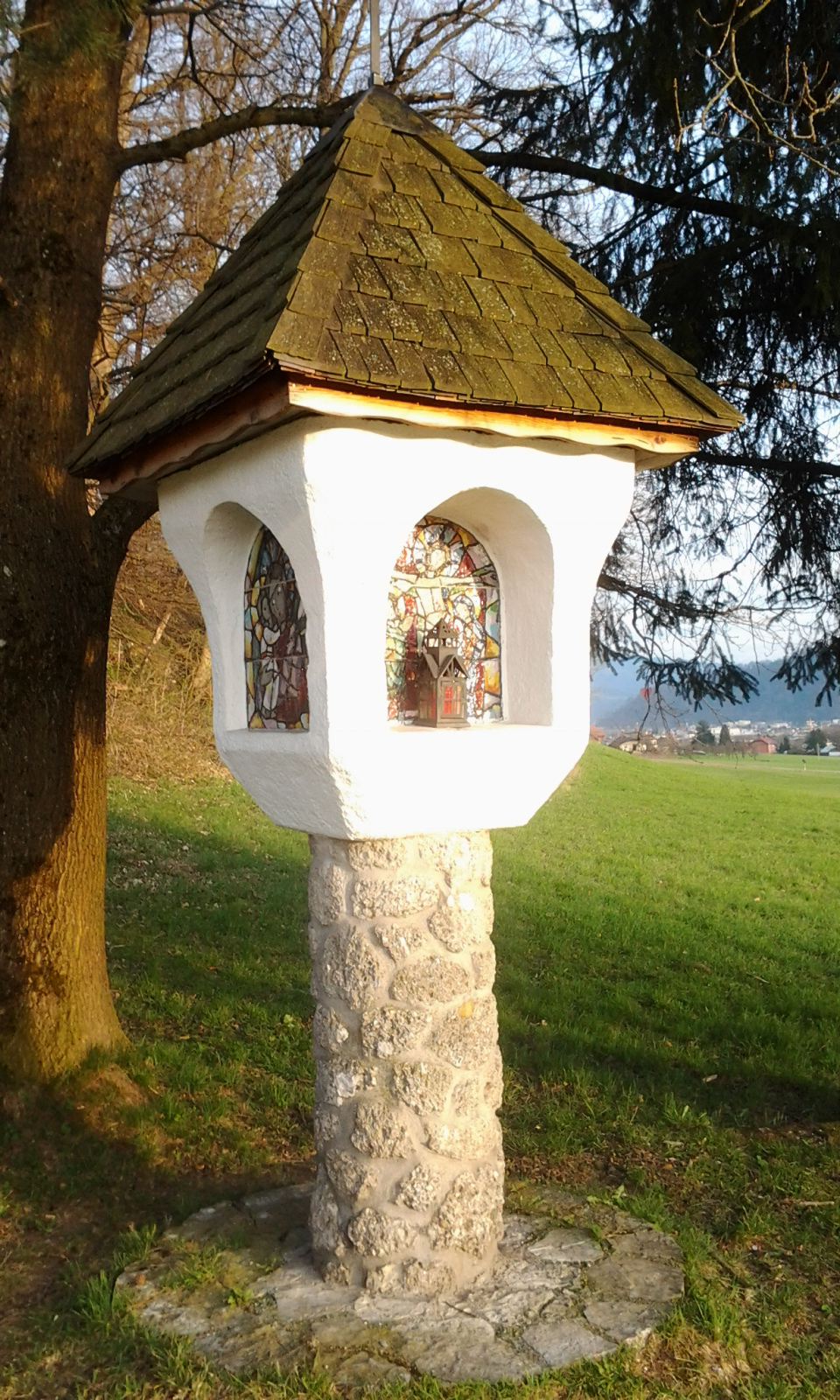
Marterl auf dem Weg von Bergheim zur Plainkirche

### Kirchliche Umzüge
In der kirchlichen Tradition gibt es als eine Form von religiös motiviertem Gang neben den Wallfahrten und anderen Prozessionen auch die des Bittganges. Dabei handelt es sich um einen Umzug innerhalb der Pfarre oder in den benachbarten Raum, angeführt durch einen Kreuzträger und oft verbunden mit der Segnung von Ackerflächen. In Bergheim wurden lange Zeit an den drei Tagen vor Christi Himmelfahrt, den sogenannten Bitttagen, solche Umgänge abgehalten. Im Raum des Plainbergs fand seit Jahrhunderten ein solcher Kreuzgang bis 1993 jährlich am Tag vor Christi Himmelfahrt und ab 1704 zusätzlich am Sonntag nach Fronleichnam von der Pfarrkirche Bergheim nach Maria Plain statt. Seit der Neuordnung der Umzüge gibt es jährlich am Dienstag vor Pfingsten eine Sternwallfahrt nach Maria Plain, ausgehend von der Pfarrkirche Bergheim, von der Kapelle in Radeck und von Lengfelden. Zudem findet zweijährlich (im Wechsel mit einer anderen Route) am Dienstag vor Christi Himmelfahrt ein Bittgang von der Pfarrkirche Bergheim nach Radeck statt.

### Das Augenbründl

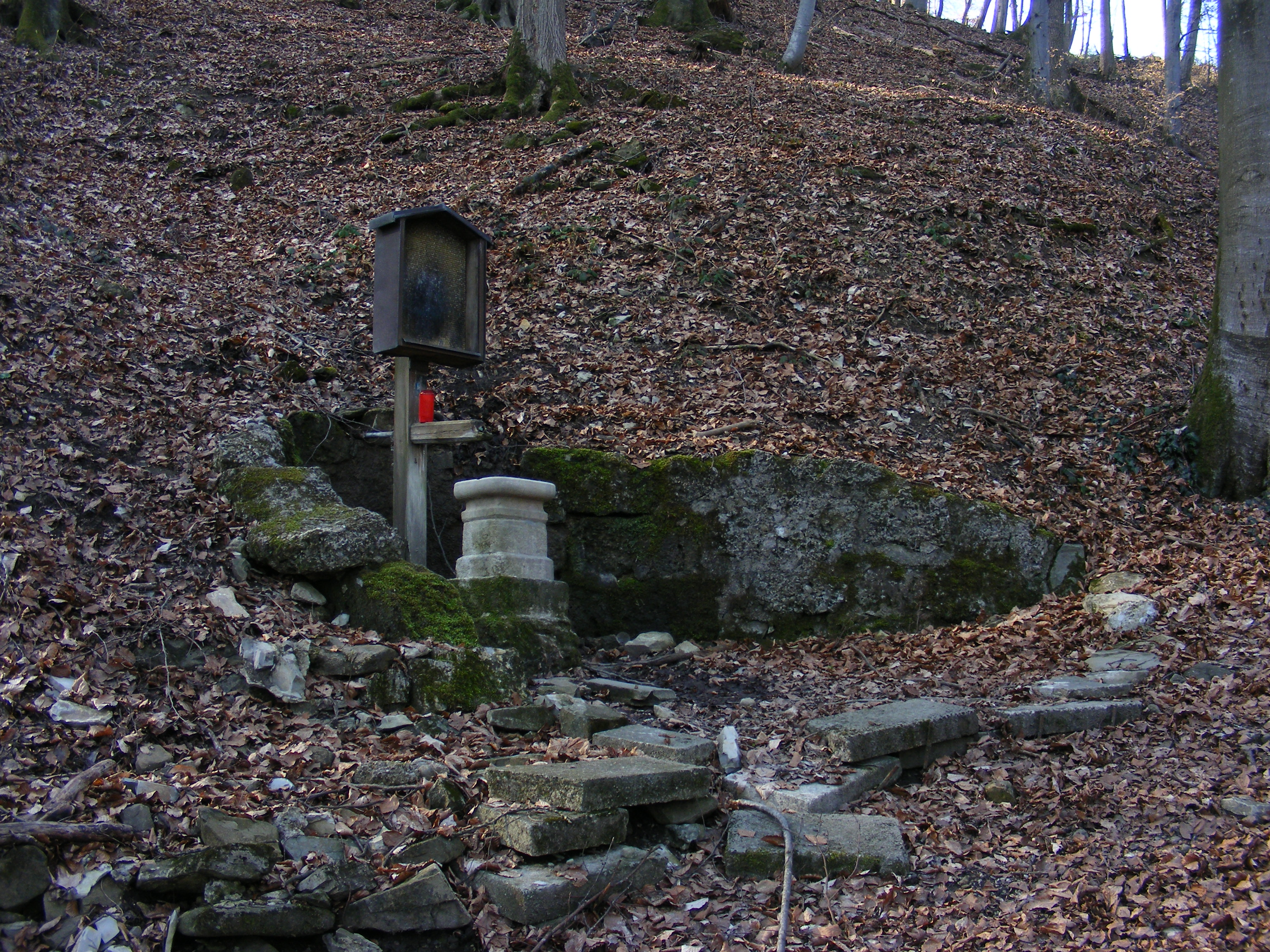
Das Augenbründl

Nahe der Anhöhe mit der Kirche Maria Plain befindet sich auf der Nordseite des Berges neben der Plainstiege das Jakobsbründl oder Augenbründl, eine im Volksglauben heilige Quelle. Als Entstehungsgeschichte existiert folgende Legende:

„Einst […] ging ein Priester vom Plainberg nach Lengfelden, um einem Kranken die Wegzehrung zu bringen und ihm die Seele auszusegnen. Es war im tiefen Winter und eine Eiskruste bedeckte die Stufen der Plainstiege. Im Gebete versunken, glitt der Pater plötzlich aus und zu seinem Entsetzen fiel die Hostie in den Schnee. In seiner Not flehte er die Gnadenmutter von Plain an […] Als er sich mit Hilfe des Mesners erhoben hatte, bemerkte er, wie an der Stelle, wo die heilige Hostie gelegen war, der Schnee schmolz und ein kleiner Quell emporsprudelte […]“

Früher existierte an der Quelle eine steinerne Bildsäule mit einem dreiteiligen Bild. Das Motiv in der Mitte zeigte Jesus am Jakobsbrunnen; den Bildrand zierte der Spruch: Das Wasser, welches du hier schöpfest, löschet den Durst nur kurze Zeit, welches aber ich dir gebe, löschet ihn in Ewigkeit. Heute befindet sich neben der Quelle nur ein schlichter, mittlerweile heruntergekommener Holzbildstock mit einer Abbildung des Gnadenbildes Maria Plain. Das Wasser wird für gesundheitsfördernd gehalten und die Stelle gilt in esoterischem Sinn auch als ein „Ort der Kraft“.

### Brauchtum und Musik
In den Jahren 1965/66 bildete sich der Verein der Prangerstutzenschützen Radeck. Die Vereinsfahne trägt auf der einen Seite das Wappen der ehemaligen Herren von Radeck und auf der anderen Seite eine Abbildung der Radecker Schlosskapelle. Zur Tracht gehört ein Hut mit Hahnenfedern.
Auf dem Plainberg werden zur Sommersonnenwende fallweise Sonnwendfeuer entzündet.
Nach dem Berg sind ein Volksmusikensemble und eine Krampus-Pass benannt, und nach der Wallfahrtsstätte nennt sich das Bergheimer Vocalensemble Maria Plain mit Werken aus der Barockzeit und der Wiener Klassik im Repertoire. Des Weiteren existiert eine volksmusikalische Bayrisch-Polka des Salzburger Musikers und Komponisten Tobi Reiser namens Plainberg-Boarischer.